# Bonaparte franchissant le Grand-Saint-Bernard
Vous lisez un « article de qualité » labellisé en 2006.
Bonaparte franchissant le Grand-Saint-Bernard est un portrait équestre de Napoléon Bonaparte alors Premier Consul, réalisé par Jacques-Louis David entre 1800 et 1803. Napoléon est représenté lors du franchissement du col alpin du Grand-Saint-Bernard par l'armée de réserve, épisode qui marque le début de la seconde campagne d'Italie.
David peint cinq versions de ce portrait, dont la première est commandée par le roi d'Espagne Charles IV comme témoignage d'entente entre son royaume et la République française ; elle est depuis 1949 conservée au musée national du château de Malmaison. Les trois suivantes sont commandées par le Premier Consul à des fins de propagande et sont les premiers portraits officiels de Napoléon. Elles ornent le château de Saint-Cloud (depuis 1816 au château de Charlottenbourg à Berlin), la bibliothèque de l'hôtel des Invalides (depuis 1837 au musée national du château de Versailles), et le palais de la République cisalpine à Milan (depuis 1834 au musée du Belvédère à Vienne). La dernière version n'a pas de commanditaire et est conservée par David jusqu'à sa mort (entrée en 1979 au musée national du château de Versailles, elle est exposée depuis 2017  au Louvre Abou Dabi).
Archétype du portrait de propagande, l'œuvre a été de nombreuses fois reproduite en gravure, sur des vases ou des assiettes, sous forme de puzzle ou en timbre-poste, témoignages d'une importante postérité. Ce portrait a influencé des artistes comme Antoine-Jean Gros et Théodore Géricault.

## Description
Les cinq versions du tableau sont de grande taille et de dimensions proches (environ 2,6 × 2,2 mètres). Bonaparte est représenté portant l'uniforme de général en chef, coiffé d’un bicorne galonné d’or, armé d’un sabre à la mamelouk et drapé d’un manteau gonflé par le vent qui s’engouffre dans ses plis. Il monte un cheval, et de sa main gauche gantée agrippe la bride qui maîtrise sa monture en train de se cabrer. Tout en se tournant vers le spectateur, il indique une direction de la main droite qui ne porte pas de gant. En arrière-plan, des soldats gravissent les flancs de la montagne et acheminent des canons. En bas à droite, on voit le drapeau tricolore qui flotte. Au premier plan, les noms de BONAPARTE, ANNIBAL et KAROLVS MAGNVSIMP. sont gravés sur des rochers.
Initialement intitulée par David Tableau-portrait équestre de Napoléon passant le mont Saint-Bernard, l'œuvre porte plusieurs titres selon les versions, dont : Napoléon passant le mont Saint-Bernard, Bonaparte gravissant le Saint-Bernard, Le Premier Consul franchissant les Alpes au col du Grand-Saint-Bernard, ou encore le titre abrégée Bonaparte au Grand Saint-Bernard.
Le premier exemplaire du château de Malmaison présente Bonaparte avec un manteau jaune-orangé, le crispin du gant est brodé, la robe du cheval est pie, le harnachement est complet, bride complète avec une muserolle, sous-ventrière rouge foncé. L’officier qui tient un sabre à l’arrière-plan est masqué par la queue du cheval. Le visage de Napoléon présente un caractère juvénile. L’œuvre est signée et datée L. DAVID AN IX sur la sangle qui enserre le poitrail du cheval.
L’exemplaire du château de Charlottenbourg montre un manteau de ton rouge vermillon. La robe du cheval est bai, la bride est simple sans muserolle, la sous-ventrière est gris-bleu. Le paysage est enneigé. Les traits de Napoléon sont plus creusés. Le tableau est signé L.DAVID L’AN IX.
Dans l’exemplaire du château de Versailles, la robe du cheval est gris pommelé en harmonie avec la couleur du ciel, le harnachement est identique à celui de Charlottenburg, la couleur de la sous-ventrière est bleu. La broderie du gant est simplifiée, le parement de la manche est visible sous le gant, comme est visible l’officier. Le paysage s’est assombri. Le tableau n’est pas signé.
L’exemplaire du Palais du Belvédère est presque identique à celui de Versailles. Le tableau est signé J.L.DAVID L.ANNO X.
Le second exemplaire de Versailles présente un cheval pie comme la première version, la bride est complète mais sans la muserolle, la sous-ventrière est rouge. Le manteau est rouge-orangé, le tissu de l’écharpe est bleu clair. Le visage de Napoléon est plus réaliste et est vieilli par rapport aux autres versions. Le tableau non daté est signé L.DAVID.

## Historique des tableaux

### Commande et choix du sujet
L'historique de l'œuvre et plus précisément l'origine de la commande a longtemps été source de confusions. Jusqu'à la réapparition de la version de Malmaison en 1949, les auteurs considéraient, sur la base des sources de la presse d'époque, que la version appartenant au Premier Consul (aujourd'hui à Berlin) était le premier tableau, tandis que la version destinée au roi d'Espagne était le deuxième. En 1801, lors de l'exposition des deux premières versions au Louvre avec les Sabines, les journaux présentent alors la version peinte pour Napoléon comme issue de la commande originale, en précisant que le roi d'Espagne en a fait faire une copie par Jacques-Louis David. Jusque dans les années 1950 les biographes maintiendront cette version des faits, malgré les listes des œuvres dressées par David, qui précisent que la première version est bien celle destinée au roi Charles IV.

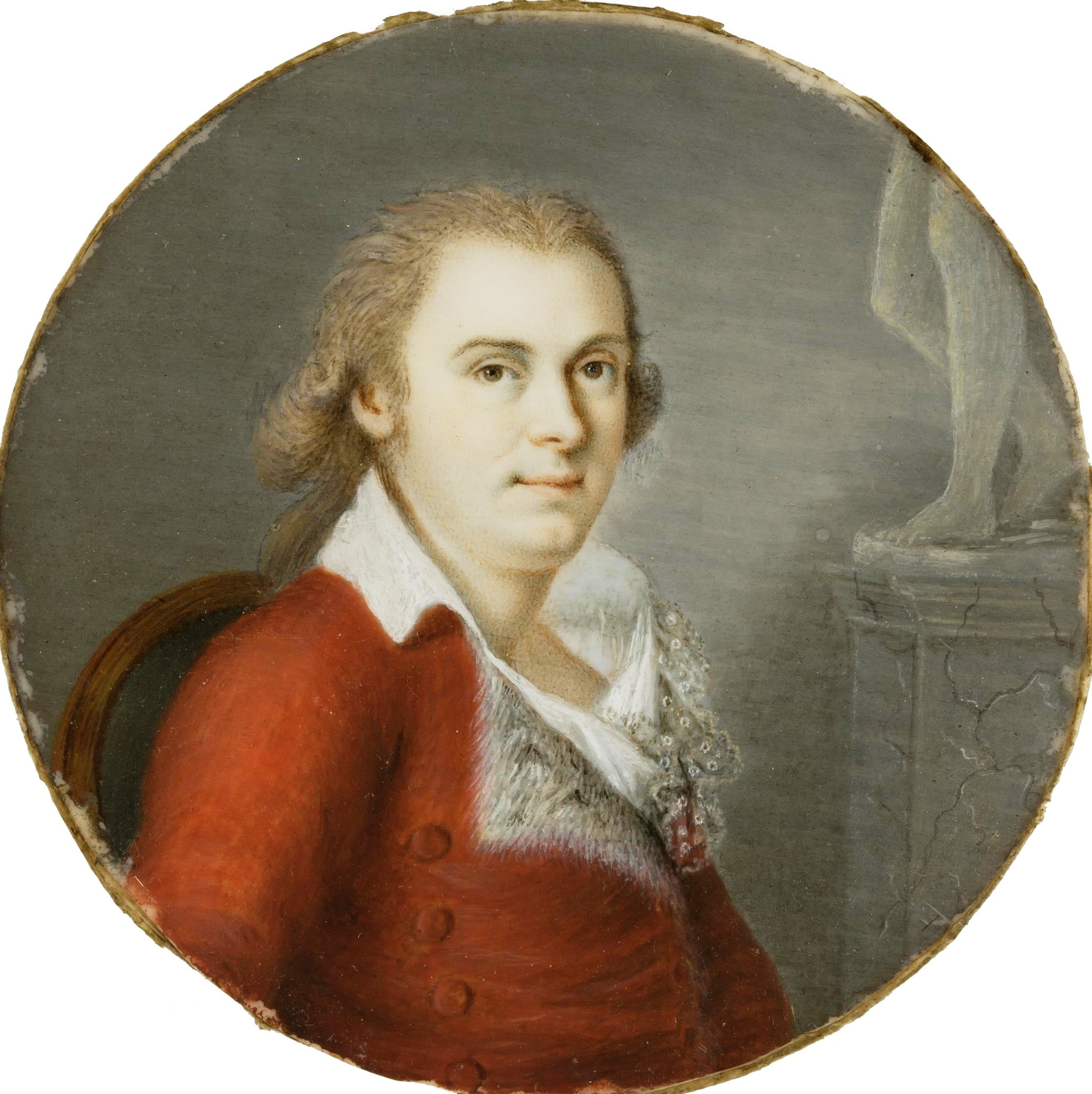
Le secrétaire d'État Mariano Luis de Urquijo donne les instructions concernant la commande du portrait par David, à son ambassadeur Muzquiz, et tente sans succès d'en obtenir une copie.

À l’origine, Charles IV, dans le cadre de la reprise des relations avec la France, qui se concrétisent notamment, par le retour de l'usage des cadeaux diplomatiques offerts entre les deux états, passe commande au peintre David d'un portrait du Premier Consul, afin qu'il soit installé dans le salon des « Grands Capitaines » du palais royal de Madrid. La commande est communiquée par Charles-Jean-Marie Alquier, à Talleyrand dans une dépêche du 7 août 1800. Elle stipule que David représente le général Bonaparte en pied dans son costume de Premier Consul :

« M. de Musquiz est chargé de demander à David un portrait en pied et de grandeur naturelle du général Bonaparte dans son costume de Premier Consul ; il a ordre de donner à David tout ce qu'il demandera. »

Le 11 août Mariano Luis de Urquijo secrétaire d'État de la couronne espagnole, confirme la commande dans une lettre adressée à Ignacio Muzquiz son ambassadeur en France, en insistant pour que le Premier Consul en soit informé. Il ajoute à cette commande une copie du portrait de Napoléon par David qu'il se destine. Suivant les instructions du ministre, l'ambassadeur d’Espagne, annonce à Napoléon la commande du portrait, ainsi qu'un cadeau de seize chevaux issus des écuries royales que le roi d'Espagne lui offre. Il propose aussi que David prenne ses ordres auprès du premier Consul pour la manière dont celui-ci voudrait être représenté. À la suite de l'audience consulaire, Muzquiz, informe le secrétaire d’État que Napoléon, n'ayant pas encore choisi définitivement la composition du portrait, se verrait représenté passant ses troupes en revue sur un des chevaux que le roi d'Espagne vient de lui offrir.
Peu après, Jacques-Louis David est convoqué par Bonaparte, pour discuter des modalités de réalisation du portrait. L'entretien, retranscrit librement dans les premières biographies (chez A. Th, Delecluze, Jules David), aboutit à la réalisation de deux portraits équestres, celui pour le roi d'Espagne et un second destiné à Napoléon. C'est probablement lors de cette entrevue qu'est arrêté l'idée finale de représenter le Premier Consul au passage du Grand Saint-Bernard, « calme sur un cheval fougueux » selon les mots attribués à Napoléon. David essuie un refus du Premier Consul, concernant la possibilité de venir poser en atelier, mais en contrepartie, il obtient le prêt des accessoires et uniforme qui furent portés à Marengo, ainsi que de pouvoir copier le cheval qu'il a monté lors de la seconde campagne d'Italie. Peu après l'entretien, David envoie sa réponse à l'ambassadeur le 22 aout 1800, où il s'engage à faire le portrait équestre de Napoléon commandé par le roi d'Espagne, et en fixe le prix à 24 000 livres tournois, mais décline la commande d'une seconde version pour le secrétaire d'État.
En décembre 1800 des changements politiques en Espagne, font remplacer le secrétaire d'État alors en disgrâce par Pedro Cevallos et Muzquiz par José Nicolás de Azara nouvel ambassadeur d'Espagne. Celui-ci reçoit la visite de David en septembre 1801, qui lui informe que le portrait équestre que le roi d'Espagne avait commandé était terminé, tout en prétendant qu'il s'agit d'une réplique dont l'original a été commandé pour Napoléon. Il invite l'ambassadeur à venir voir les deux tableaux exposés au Louvre. Ni Azara, ni Cevalos, n'étant au courant de cette commande, ils s'informent auprès de Muzquiz, qui confirme la commande d'un portrait pour le roi d'Espagne, mais non d'une réplique. Pour Jordan de Urries de la Colina, David, se trouvant avec deux commandes consécutives d'un même portrait équestre, a voulu accorder la priorité à Napoléon au détriment du roi d'Espagne. Finalement c'est au Premier Consul que revient la décision de faire expédier la première version à Madrid comme cela avait été convenu, conservant pour lui la seconde version.

### Version de Malmaison
David entreprend en septembre 1800 la réalisation de la version destinée au roi d'Espagne. La date de commencement est déduite par le témoignage d'un visiteur danois Tønnes Christian Bruun de Neergaard, qui fait publier en 1801 Sur la situation des beaux arts en France: ou lettres d'un Danois a son ami, où il raconte sa visite dans l'atelier de David le 10 janvier de cette année (daté du 20 nivose an IX). La version de Malmaison est identifiée par la mention du manteau jaune qui la distingue des autres, « On aperçoit trois couleurs jaunes, sans que l'œil en soit choqué; la culotte de peau, les gants, et le grand manteau dont il est couvert pour résister aux injures du temps, sont bien rendus », et il apprend de l'artiste que le tableau a été achevé en quatre mois, ce qui permet d'en déduire le début de la réalisation.
Le 22 septembre 1801, le portrait est accroché avec la deuxième version, au Louvre dans le cadre de l'exposition payante Des Sabines pour une durée de deux mois.
Le tableau reste à Madrid après la destitution du roi Charles IV par Napoléon, où il est remarqué au palais royal par Abel Hugo, page de Joseph Bonaparte, nouveau roi d'Espagne :

« En attendant le moment de l'arrivée du roi, Aristizabal me fit admirer les tableaux qui décoraient la salle où nous étions : on y voyait, entre autres, une fort belle copie d'un tableau de David, celui où il a représenté le général Bonaparte franchissant les Alpes sur les traces effacées d'Annibal et de Charlemagne. J'aurais cru que cette peinture avait été placée dans le palais, depuis que Joseph était monté sur le trône d'Espagne. Aristizabal me détrompa, il avait vu accrocher le portrait du Premier Consul à la place qu'il occupait encore, et c'était Charles IV lui-même qui avait présidé à cette inauguration. Brave roi, qui ne s'apercevait pas que mettre ce portrait dans cette salle, c'était en ôter son trône ! »

En 1812, le tableau est emporté par Joseph Bonaparte lors de sa fuite d’Espagne, entreposé à Paris, et peut être dans le château de Prangins en Suisse où il réside durant les 100 jours. Quand Joseph Bonaparte est expulsé de France, il s'exile aux États-Unis à Philadelphie, d'où son tableau est expédié et est accroché dans sa résidence de Point Breeze. Le portrait est donné à sa fille Zénaïde Bonaparte, princesse de Canino, qui l'accroche dans la villa Bonaparte (autrefois nommée villa Paolina), résidence des princes de Canino à Rome. Eugénie Bonaparte, princesse de la Moskowa et arrière-petite fille de Joseph Bonaparte, est la dernière détentrice du tableau, qu'elle confie en exposition au musée national du château de Malmaison en 1943. Elle le lègue au musée en 1949 (inventaire MM 7149).

### Version de Berlin

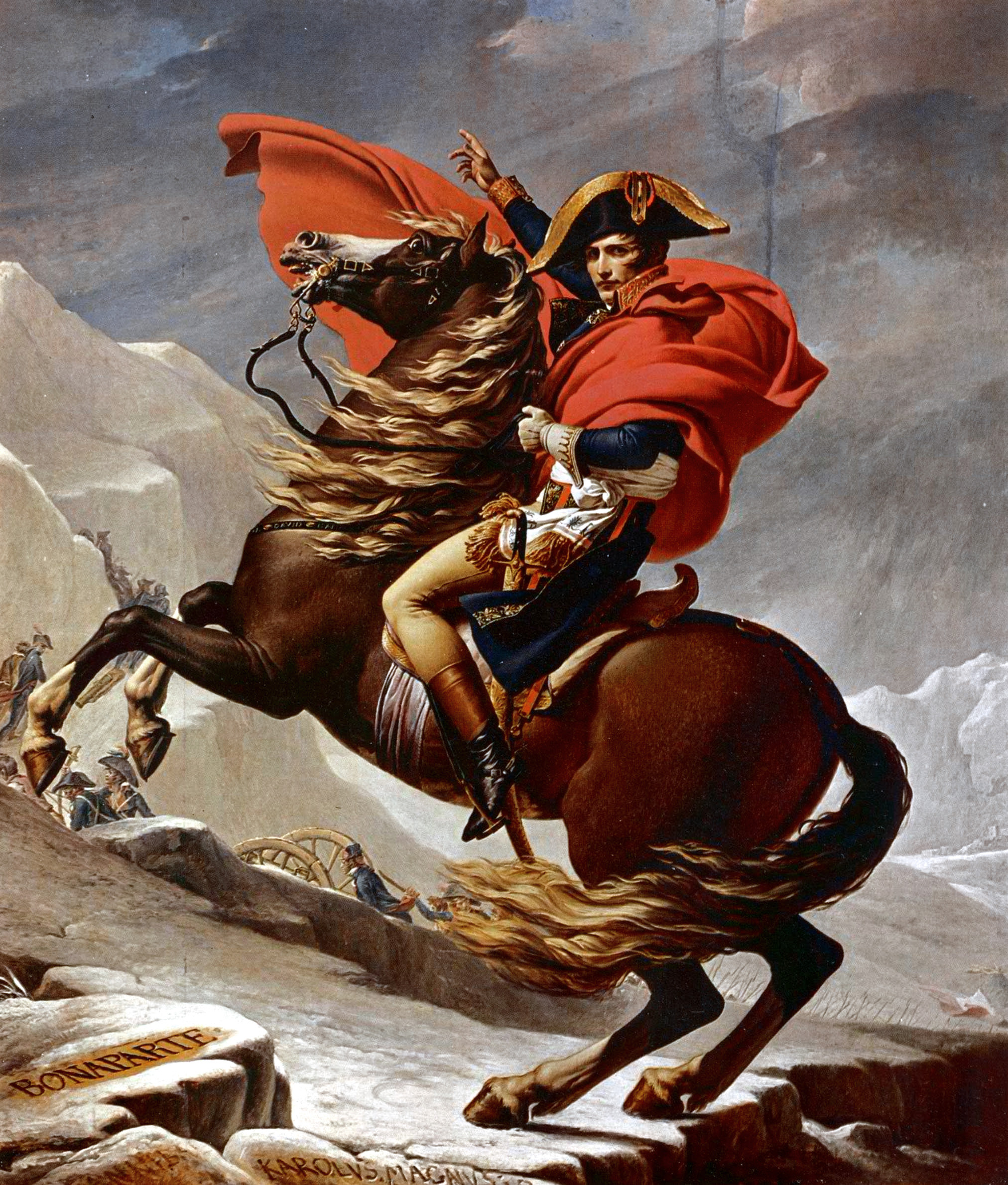
2e version : (1801).
Château de Charlottenbourg, Berlin, à l’origine au palais de Saint-Cloud

La deuxième version pour le château de Saint-Cloud (1801) est exposée pendant deux mois avec la première au Louvre en septembre 1801. Elle est accrochée au palais vers la fin de 1802 ou au début de 1803, dans le salon de Mars. Sous l'Empire le portrait est déplacé dans la nouvelle salle du trône anciennement salle du conseil d'état, en dessus de cheminée. En 1806 le tableau est envoyé à la manufacture des Gobelins, pour y être copié en tapisserie, et ensuite à Sèvres pour être copié sur un vase. Il est envoyé au Grand Trianon du château de Versailles le 14 novembre 1811, et retrouve son emplacement originel à Saint-Cloud à la fin de l'Empire. Il est enlevé comme prise de guerre en 1815 par les soldats prussiens qui investissent le château sur ordre du feld-maréchal Blücher. Après avoir présenté l'œuvre à l'Académie royale prussienne des arts, il l'offre au roi de Prusse Frédéric-Guillaume III qui le fait installer à la Gemäldegalerie du château royal de Berlin en avril 1816. Le portrait passe ensuite dans les collections du château de Charlottenbourg (inventaire GKI 913).

### Version de Versailles

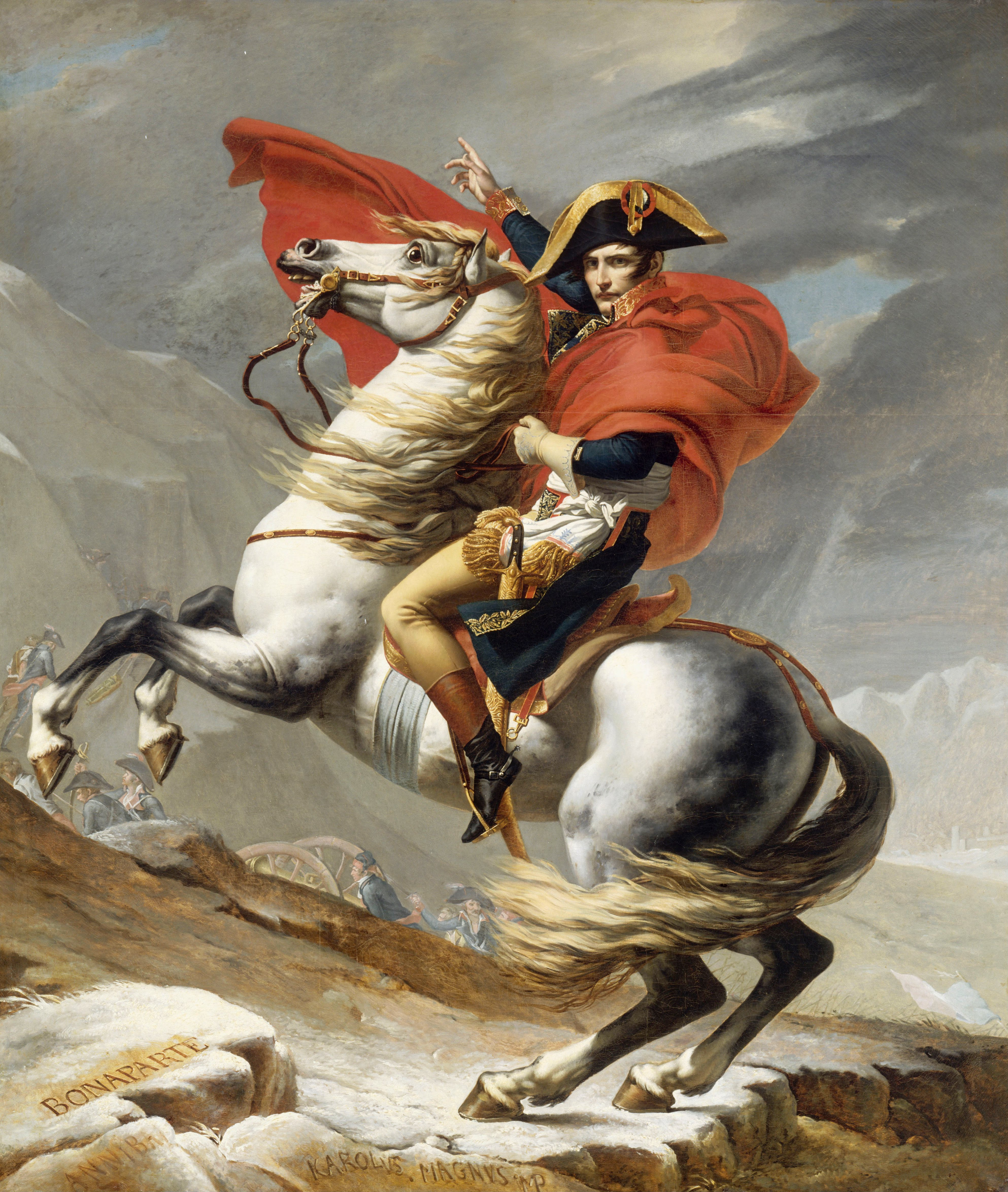
3e version : (1802).
Musée du Château de Versailles, Versailles, à l’origine à la bibliothèque de l'Hôtel des Invalides

La troisième version a pour destination la bibliothèque de l'Hôtel des Invalides. Le 19 décembre 1802, le tableau est accueilli en grand cérémonial au son du canon par les pensionnaires, en présence du peintre et de son assistant Georges Rouget. Lors de la cérémonie, le peintre lui dit : « Il y a là quelques coups de canon pour toi, mon ami ».
Jusqu'à l'exposition David de 1989, les auteurs ont cru, en se basant sur la biographie de Miette de Villars, que la réplique des Invalides, décrite comme figurant Napoléon sur un cheval noir, avait disparu après avoir été emportée par Wellington à la chute de l'Empire, et devait supposément se trouver dans la résidence du duc à Apsley House. La version présente étant considérée alors comme une copie de Jérôme-Martin Langlois.
En fait la version de Versailles est bien celle qui fut à l'origine installée aux Invalides à partir de décembre 1802. C'est probablement la réplique vue par le peintre britannique Joseph Farington à l'atelier de David au Louvre le 3 octobre 1802, alors qu'elle est en cours de réalisation, et que la deuxième version est déjà installée à Saint-Cloud. Il apprend que le portrait est destiné à la république française,.
Sous la Restauration, les œuvres à sujets napoléoniens sont retirées des musées et palais. Le 23 février 1816, ordre est donné par le comte de Pradel, directeur général de la Maison du Roi, que le tableau encore accroché aux Invalides, soit remisé dans les réserves du Louvre. Un temps installée en 1830 au château de Saint-Cloud, il est ensuite accroché en 1837 par Louis-Philippe Ier au musée historique du château de Versailles dans la salle Marengo (inventaire MV 1567).

### Version de Vienne

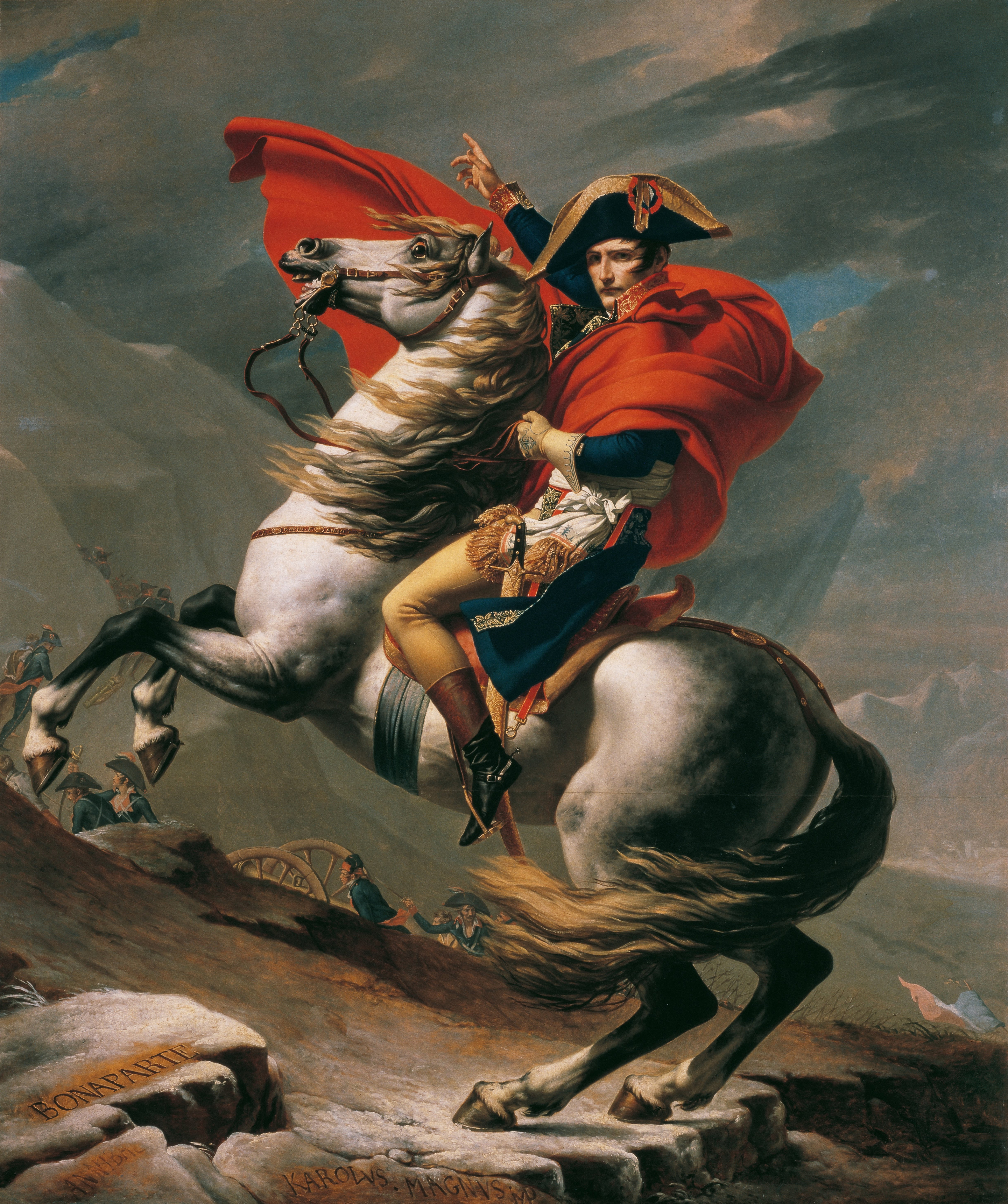
4e version : (1803).
Musée du Belvédère, Vienne, à l’origine palais de la République cisalpine de Milan

La quatrième version fut commandée pour le palais de la République cisalpine de Milan. À l'origine, David reçoit le 13 avril 1801 la commande émanant de Gian Battista Sommariva président du comité du gouvernement, d'une allégorie de Bonaparte donnant la paix à l'Europe, et rendant l'existence à la Cisalpine, mais le gouvernement italien abandonne le projet à cause des exigences financières du peintre qui en demande 60 000 francs, jugées beaucoup trop élevées. Il accepte à la place une répétition du portrait équestre sur proposition de Napoléon et son directeur des musées Dominique Vivant Denon. Vivant Denon qui fut chargé, le 29 mars 1803, d’expédier le tableau à la République italienne et son vice-président Francesco Melzi d'Eril :

« 8 germinal an 11, au citoyen Melzi, vice-président de la République italienne.

Le directeur général du musée central des Arts au citoyen Melzi, vice-président de la République italienne.
Citoyen Vice-Président,

J'ai l'honneur de vous prévenir que je suis chargé par le Premier Consul de vous adresser un tableau peint par David, pour être placé dans le palais de la République à Milan, qui le représente à l'instant où il passe le Saint-Bernard. J'ai fait encaisser ce tableau avec soin et je l'ai fait porter chez le citoyen Marescalchi, ministre des Relations extérieures de la République italienne en l'invitant à saisir la plus prompte occasion pour vous le faire parvenir.
Je me félicite, Citoyen Vice-Président, que cette circonstance me mette dans le cas de me rappeler à votre souvenir et à l'amitié dont vous m'avez honoré. »

— Dominique Vivant Denon, Correspondance administrative , 29 mars 1803 Archives des musées nationaux, registre AA4, p. 311
Livré et installé au palais de la République à Milan au printemps 1803. Il fut saisi en 1816 par les Autrichiens, mais était toujours entreposé à Milan en 1825. Il est installé au Belvédère de Vienne en 1834. Longtemps accroché au Kunsthistorisches Museum de Vienne, il regagne le palais dans les années 1990 (inventaire ÖG 2089).

### Seconde version de Versailles

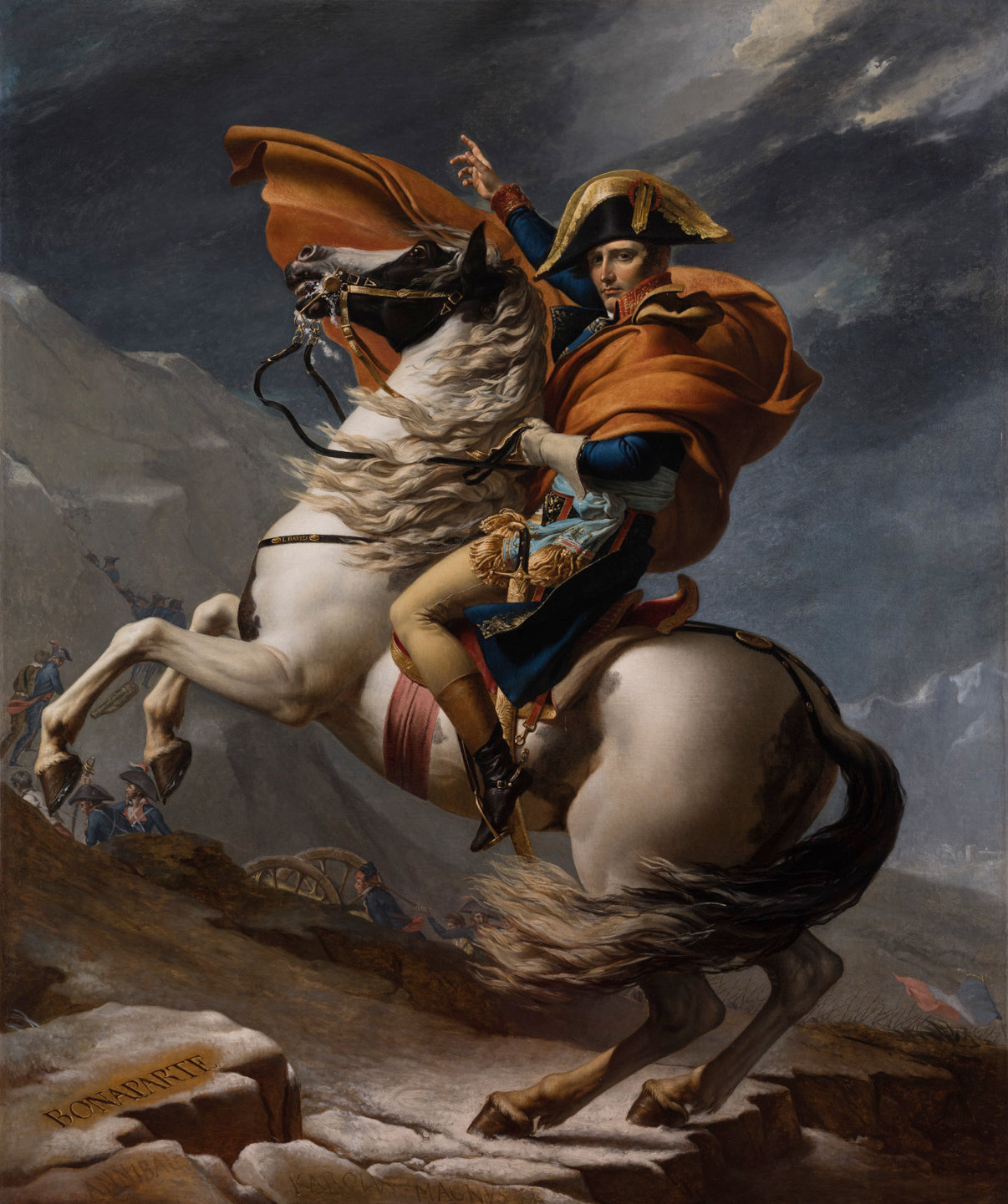
5e version : (1803).
Musée du Château de Versailles, Versailles, ancienne collection du Prince Napoléon à l’origine propriété du peintre David

La cinquième version (Musée national du château de Versailles) est réalisée par David et reste dans ses ateliers successifs à Paris et lors de son exil à Bruxelles. Au décès du peintre, le tableau est accroché face à son lit de mort. Mis en vente sans succès par sa famille en 1826, il est racheté par la baronne Pauline Jeanin, fille de David, en 1835. Exposé en 1846 au Bazar Bonne-Nouvelle, où il est remarqué par Baudelaire, il est offert en 1850 par la baronne Jeanin au président Louis-Napoléon Bonaparte, futur Napoléon III. En 1856 devenu empereur, il prévoit de le faire installer dans l'escalier d'honneur du château de Saint-Cloud en remplacement du portrait équestre de Louis-Philippe Ier par Ary Scheffer, mais l'œuvre est finalement accrochée aux Tuileries. Faisant partie de la liste civile, le tableau passe, après la chute de Napoléon III, aux mains du prince Napoléon Jérome qui l'accroche dans sa résidence de Prangins près du lac Léman. En 1979, le tableau est cédé par le prince Louis Napoléon au château de Versailles (inventaire MV 8550). En 2017, l'œuvre intègre la collection du Louvre Abou Dabi, inauguré le 11 novembre 2017.

## Contexte historique

### Le passage des Alpes

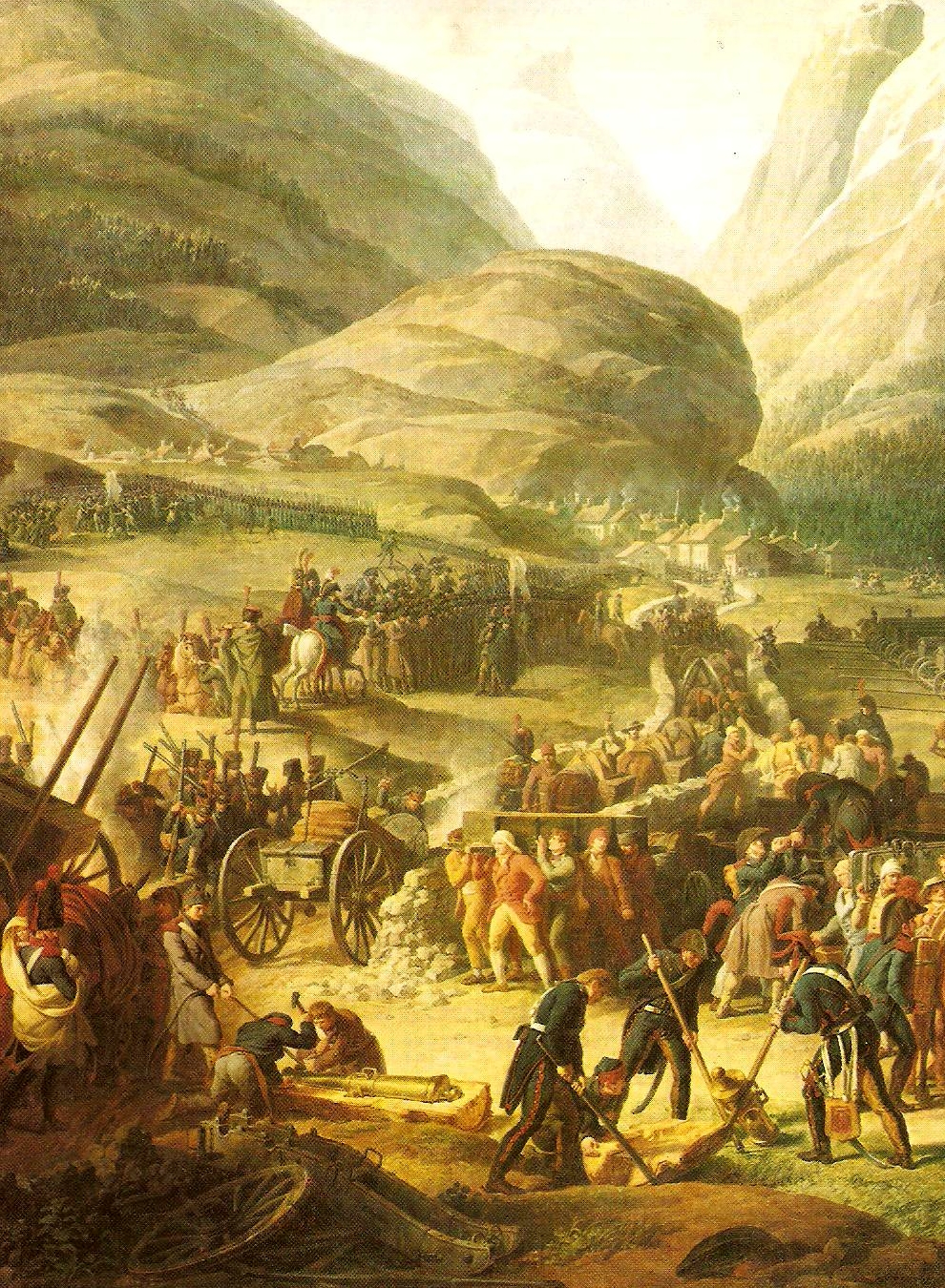
Préparatifs pour le passage des Alpes par Charles Thévenin 1808 château de Versailles.

Avec la traversée des Alpes par l'armée de réserve le 13 mai 1800, Napoléon intervient dans la deuxième campagne d’Italie, déclenchée par la reprise de Milan par les Autrichiens. Avec son armée de réserve, il passe le col du Grand-Saint-Bernard, le corps du général Moncey franchit le col du Saint-Gothard et le corps du général Turreau se dirige vers le col de Montgenèvre. Le 18 mai, Bonaparte quitte Martigny et se met en route vers le Grand Saint-Bernard. Le 20 mai, habillé d’un uniforme bleu que recouvre une redingote grise et coiffé d’un bicorne couvert de toile cirée, il monte une mule, et escorté par le guide Dorsaz, traverse le col.
Du 15 au 21 mai, les troupes gravissent les monts et acheminent des tonnes de matériel et l’artillerie logée dans des troncs d’arbres évidés pour en faciliter le transport. L’artillerie fut retardée au fort de Bard par la résistance des Autrichiens, mais le reste de l’armée fut au rendez-vous de la première bataille importante à Montebello.

### L’entente franco-espagnole

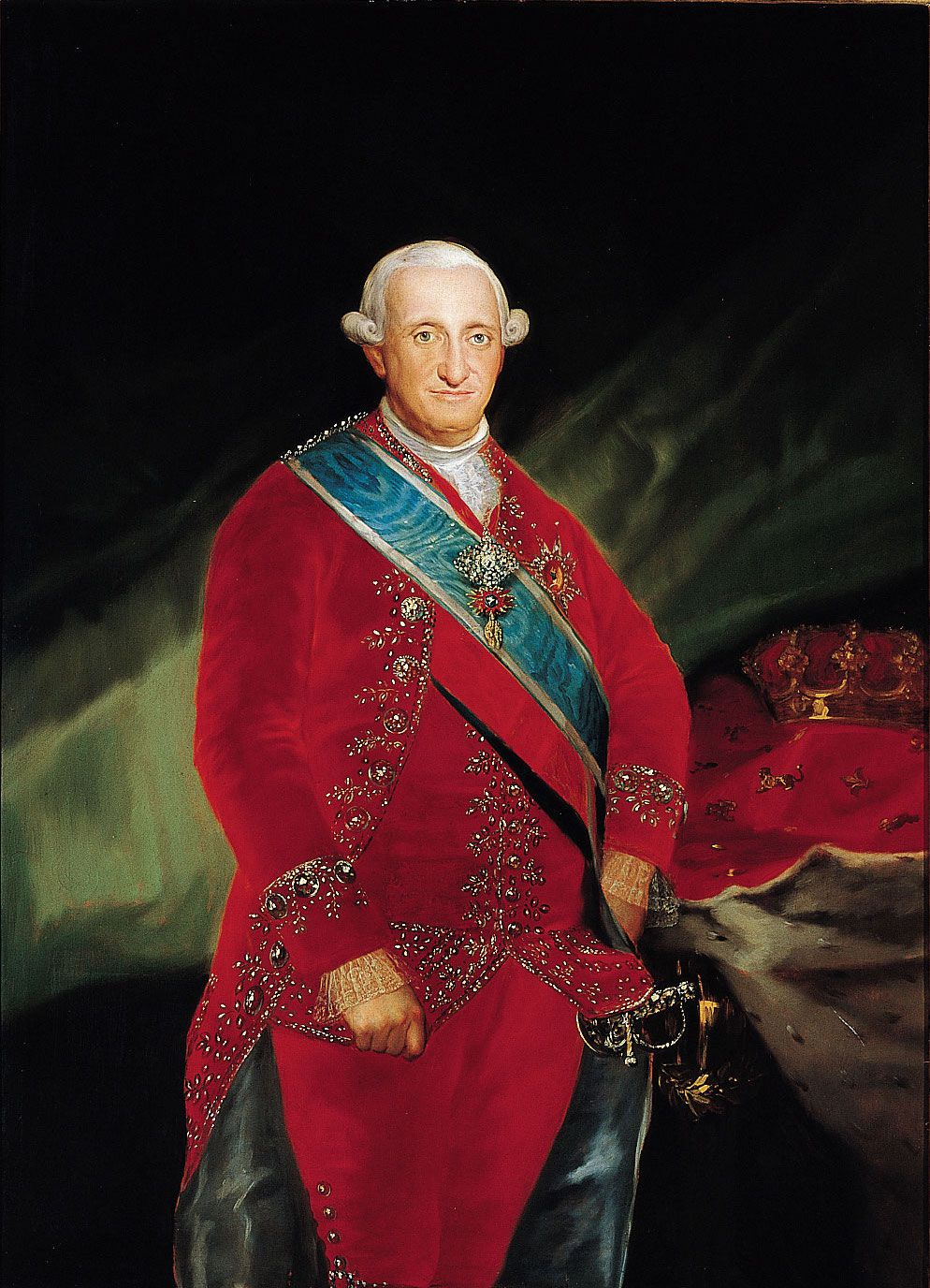
Le roi d'Espagne Charles IV (peint par Goya), premier commanditaire du portrait équestre

La reconquête de l’Italie par Napoléon favorise le rapprochement avec l’Espagne du roi Charles IV. Les intérêts sont mutuels, le roi désire agrandir le duché de Parme et accepte en contrepartie de céder la Louisiane, mais Napoléon veut aussi la collaboration de l’Espagne dans sa guerre contre la Grande-Bretagne (en) . Pour ce faire l’ambassadeur de France Charles-Jean-Marie Alquier, ancien conventionnel, régicide et ami de David, initie avec Talleyrand, ministre des affaires extérieures, le retour à une tradition héritée de l’Ancien Régime : l’usage des cadeaux diplomatiques. Le Premier Consul offre au roi des pistolets fabriqués à la manufacture de Versailles, des robes de grands couturiers parisiens et des joyaux pour la reine, et aussi une magnifique armure pour l’influent Prince de la paix Manuel Godoy. Pour sa part Charles IV offre à Napoléon seize chevaux de race espagnole provenant de ses écuries royales, son portrait et celui de la reine par Goya, et passe la commande à David du portrait du Premier Consul.
Cette politique de coopération avec le futur empereur des Français ne tourna pas au profit de Charles IV : son beau-frère Ferdinand Ier, duc de Parme, fut dépossédé par Napoléon en 1802 et lui-même, avec son fils Ferdinand VII, fut emmené en captivité en France en 1808, laissant le trône d'Espagne au frère de Napoléon, Joseph Bonaparte.

## Analyse artistique

### Modèles et sources d'inspiration
Pour la posture du cheval et du cavalier, David puise son inspiration dans plusieurs modèles qui trouvent leurs origines dans l'art antique, inspiration constante chez David, l'art de la Renaissance, l'art classique ainsi que chez des artistes qui lui sont contemporains.
L'art antique donne plusieurs exemples de groupes de cavaliers sur des chevaux cabrés susceptibles de servir de modèles à l'élaboration du tableau. Mais certains d'entre eux ne furent connus qu'après la réalisation du portrait, voire après la mort du peintre, tels ceux qui ornent la frise du Parthénon révélés en 1830. Cependant ce type canonique avait été repris dans des sarcophages antiques conservés à Rome, copiés dans des ouvrages du XVIIIe siècle, comme L' Antiquité expliquée de Montfaucon que David connaissait et avait consulté. Un exemple caractéristique est représenté par le Cavalier terrassant un barbare de la tombe de Dexiléos (en), dont plusieurs similarités sont partagées avec le portrait de Napoléon, notamment le drapé de la cape qui s'envole, et le geste que fait le cavalier. Parmi les autres modèles ayant pu inspirer David, l'historien d'art François Benoît indique qu'il avait chargé son assistant Jérôme-Martin Langlois de copier la posture du cheval d'après le groupe équestre des Dioscures de la place du Quirinal, à Rome. Ce groupe présente des chevaux cabrés dont, en fait, seules les têtes sont d'origine, les corps ayant été sculpté au XVIe siècle.
De l'art de la Renaissance, David avait vu à Rome Héliodore chassé du Temple de Raphaël, souvent copié par les pensionnaires de l'Académie de France, et dont le motif directement tiré du type canonique du cavalier hellénistique observé dans le cavalier de Dexileos, trouve des équivalences avec le portrait de Bonaparte, notamment dans le mouvement de la cape.
Dans l'art classique, ce sont les Chevaux de Marly de Guillaume Coustou, — que David avait fait installer sur les Champs-Élysées pendant la Révolution — dont il s'inspire en premier. David a pu reprendre le motif profilé du cheval cabré d'après une des planches gravées tirée du recueil Description des travaux exécutés pour le déplacement, transport et élévation des groupes de Coustou publié en 1796. Parmi les autres sources d'inspiration possibles, l'empereur Titus sur un cheval cabré, représenté dans le tableau de Nicolas Poussin la Destruction du temple de Jérusalem et les cavaliers des Batailles d'Alexandre de Charles Le Brun, modèles académiques repris par les artistes des XVIIIe et XIXe siècles.
Des modèles empruntés aux artistes contemporains de David, la Statue équestre de Pierre le Grand par Falconet, avait été copié par le peintre d'après une gravure. Il reprend dans cette sculpture le maintien calme sur un cheval cabré en ascension sur un rocher. Robert Rosenblum a émis l'hypothèse que David se soit aussi inspiré du tableau de Nicolas-André Monsiau Alexandre domptant Bucéphale, qu'il a pu voir au Salon de 1787, alors qu'il y participait. L'historien d'art allemand Gerrit Walczak, indique comme autre source d'inspiration possible, le portrait équestre de Louis XVI par Jean-François Carteaux, peint en 1791 (musée du château de Versailles). Le tableau de David partage plusieurs similarités avec celui de Carteaux : cheval et cavalier en ascension; inscription sur une pierre ; manière de porter le bicorne ; similarités accentuées dans l'esquisse préparatoires de David conservée au Louvre.

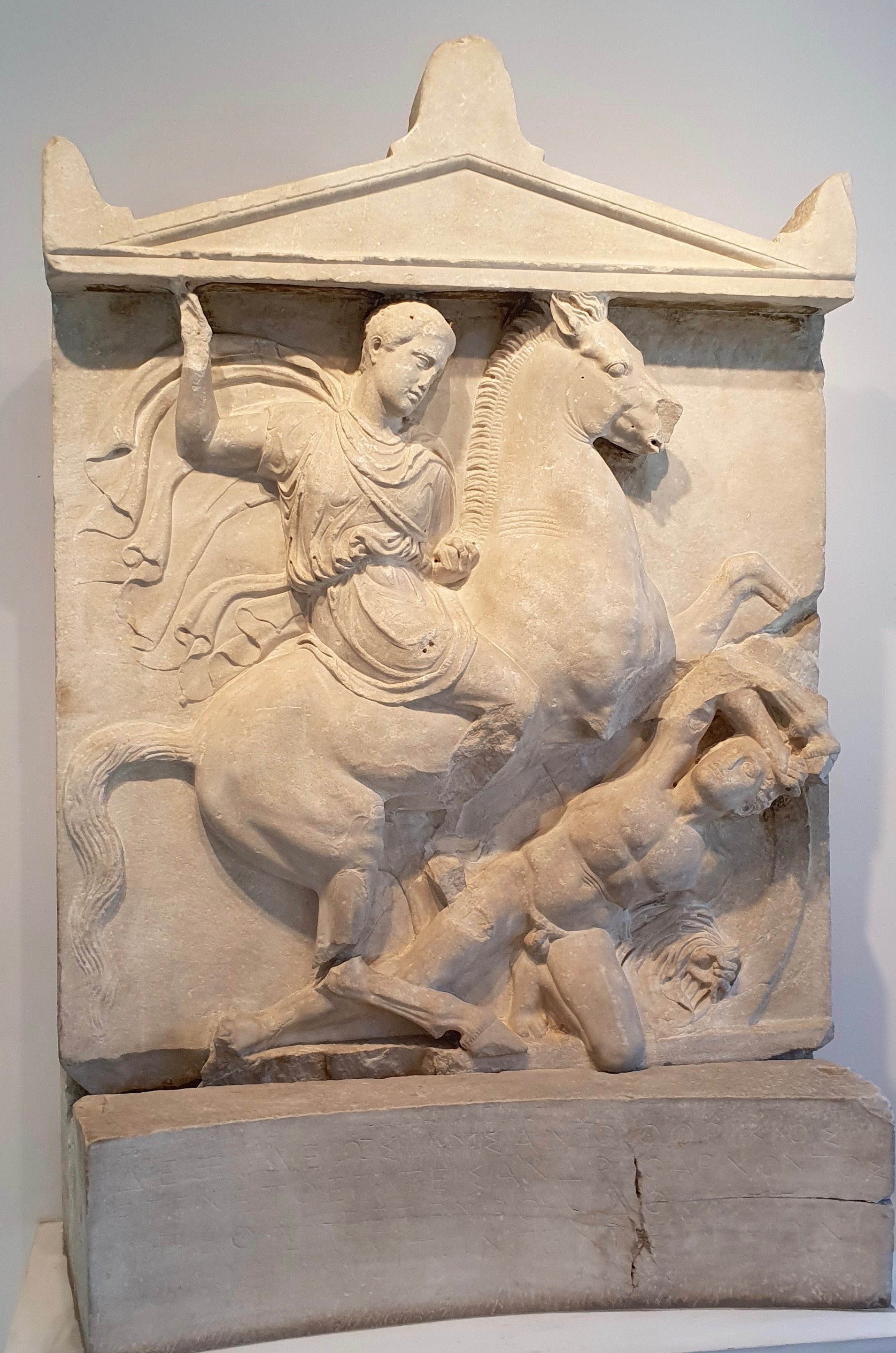
Cavalier terrassant un barbare groupe sculptural de la tombe de Dexileos, musée de Keramios, Athènes.
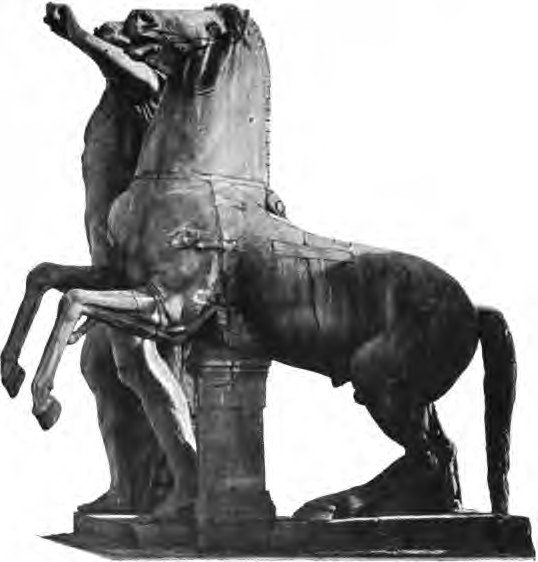
Détail du groupe des Dioscures de l'obélisque du Quirinal.
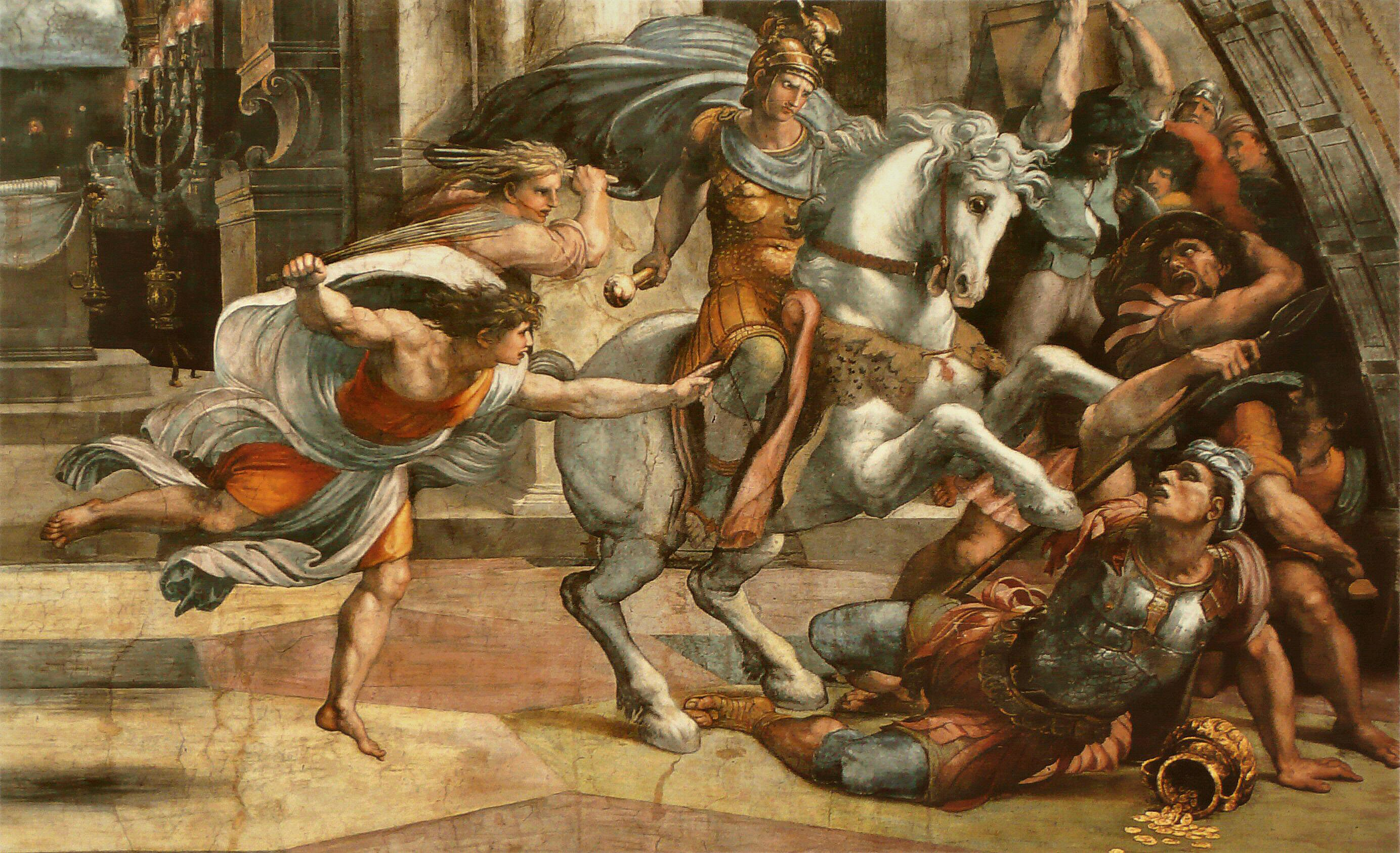
Raphaël, Héliodore chassé du Temple Rome.
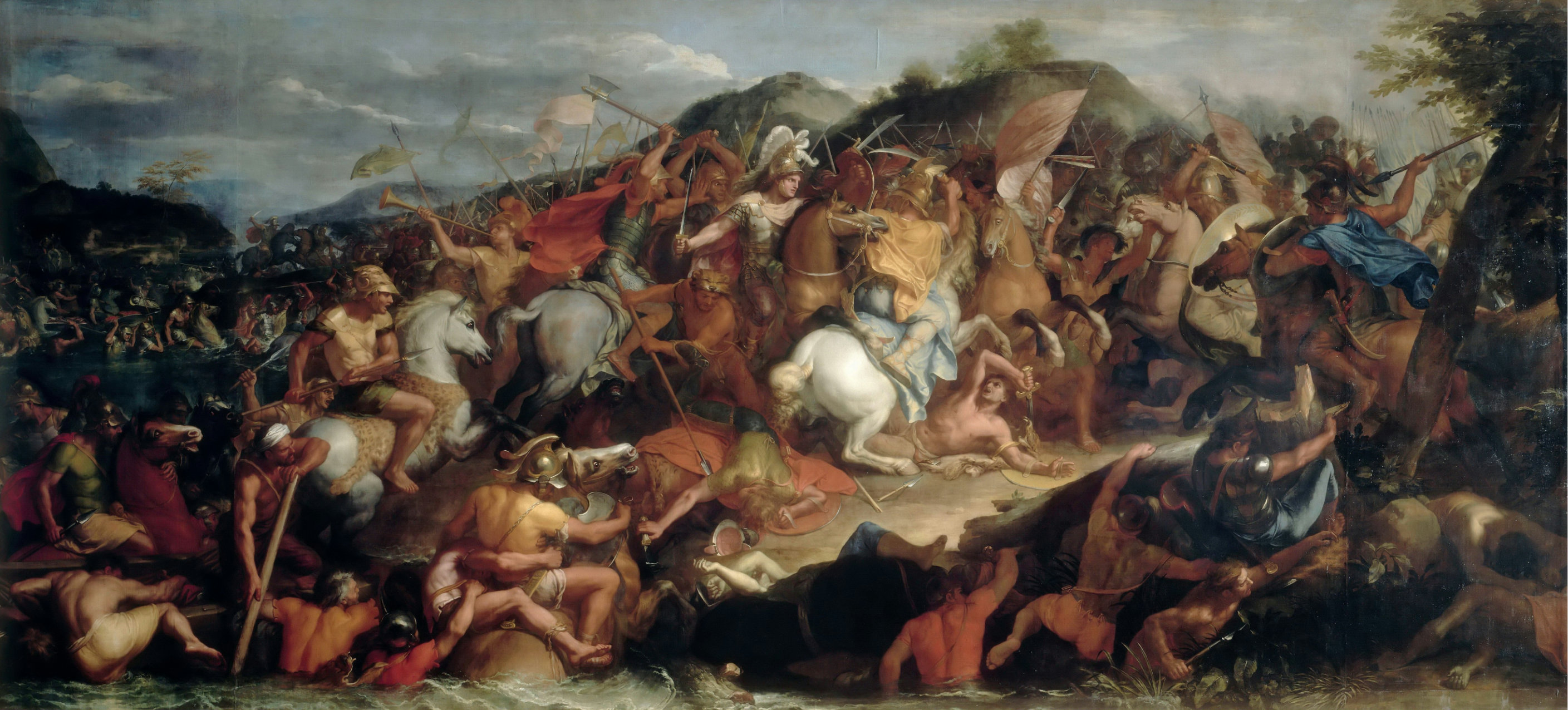
Charles le Brun, Le Passage du Granique (musée du Louvre).

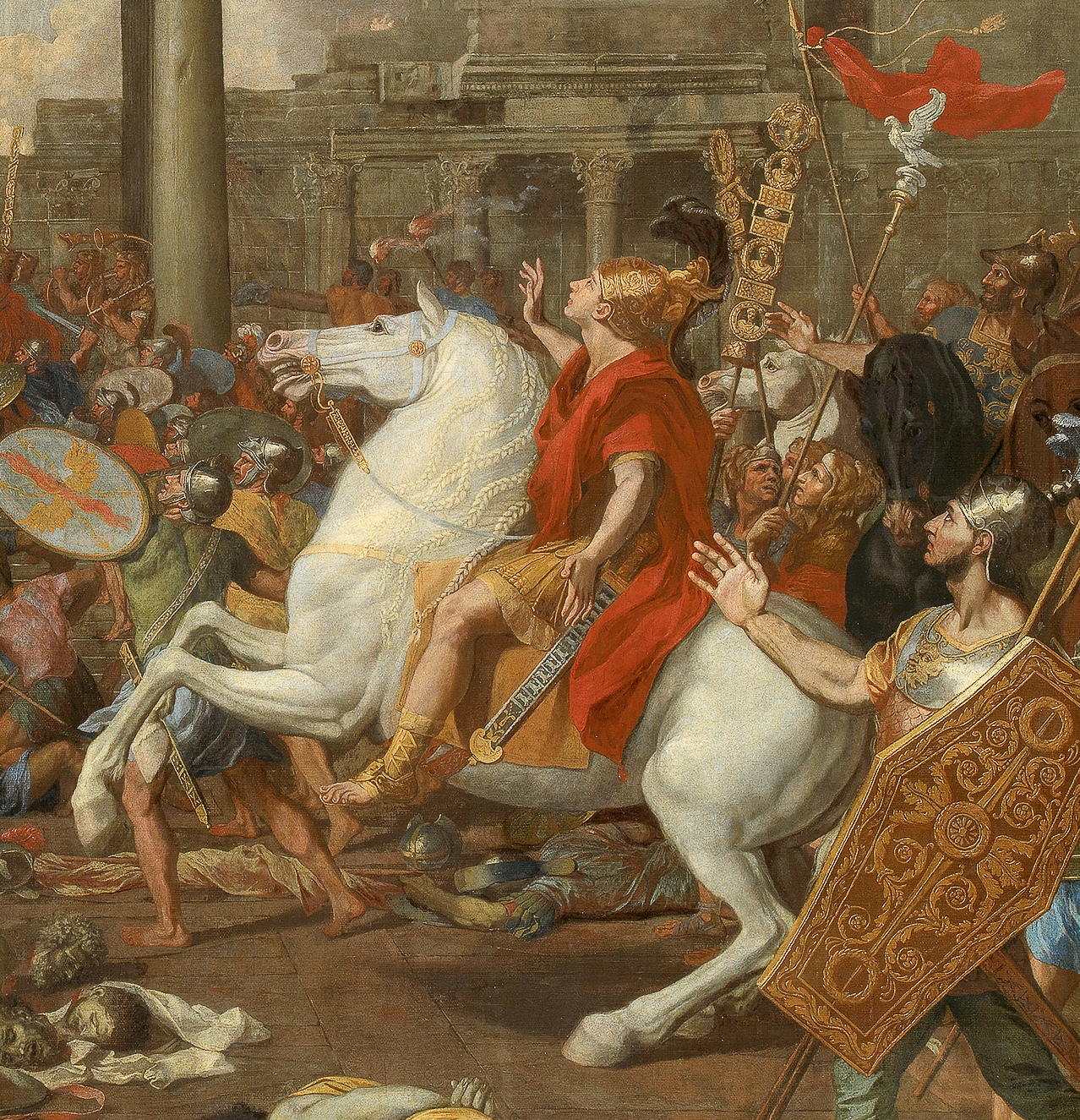
Poussin, détail de La destruction du temple de Jérusalem (1635).
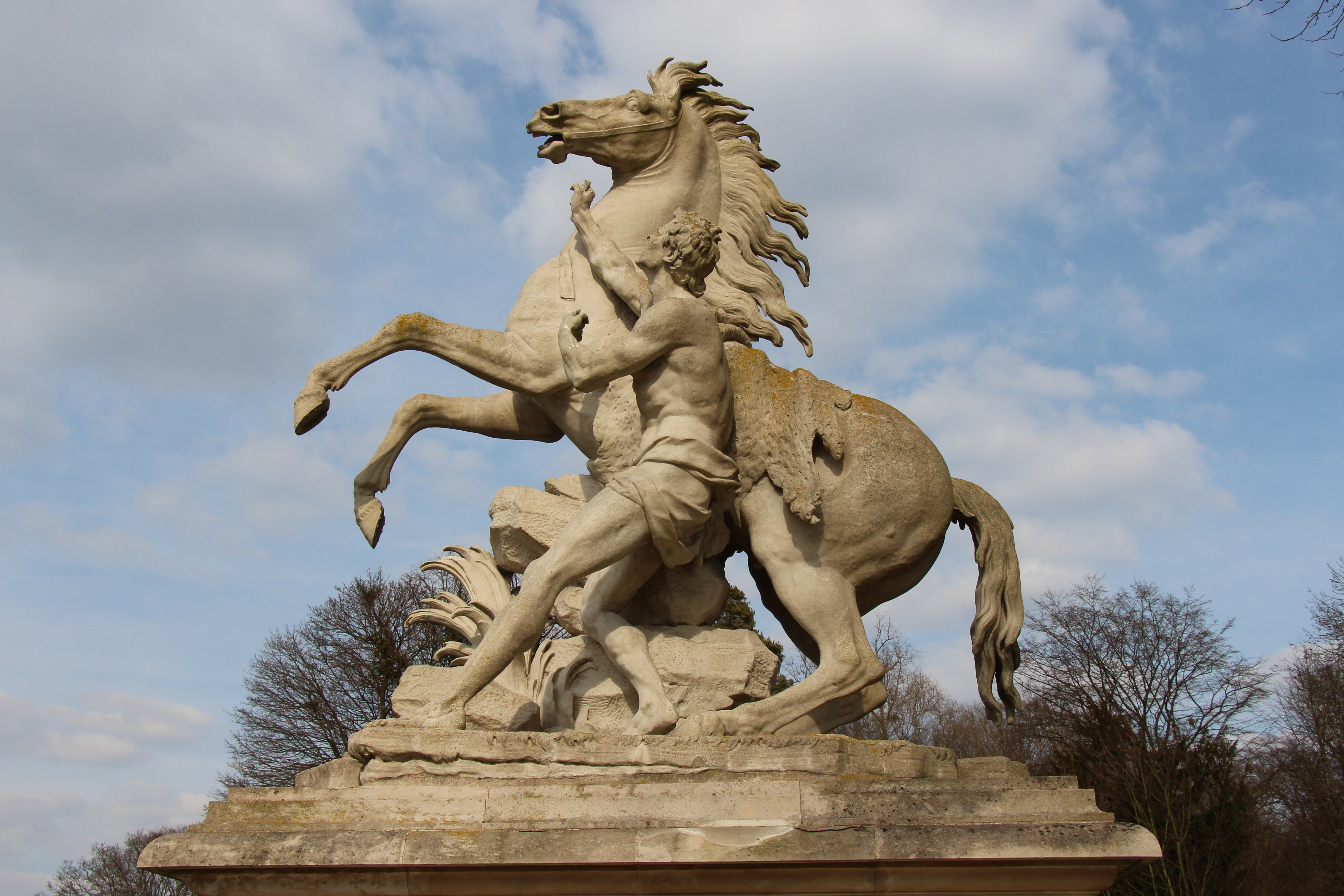
Guillaume Coustou Cheval de Marly domaine national de Marly-le-Roi.
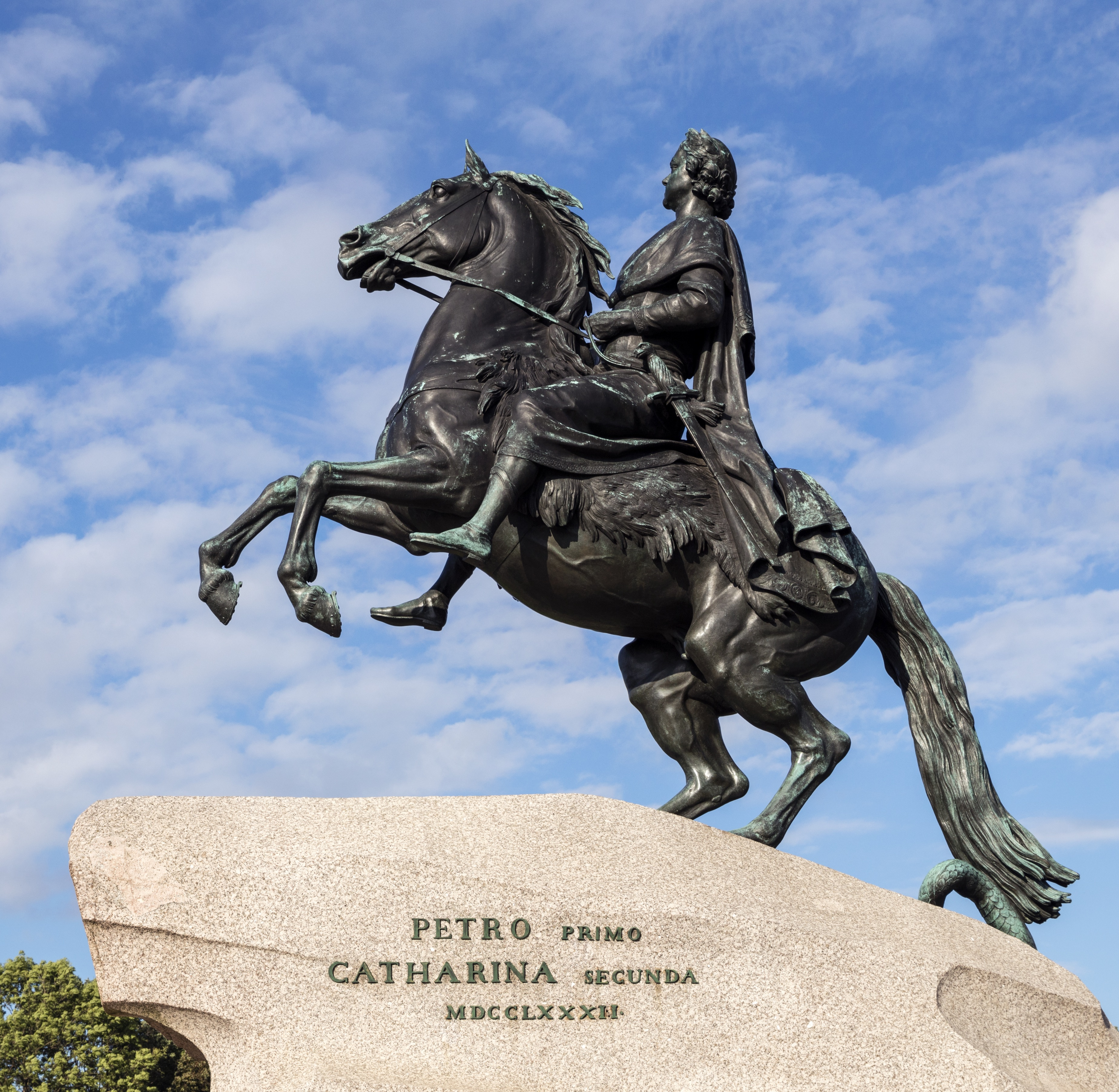
Falconet, statue équestre de Pierre Ier dit le Cavalier de bronze à Saint Petersbourg.
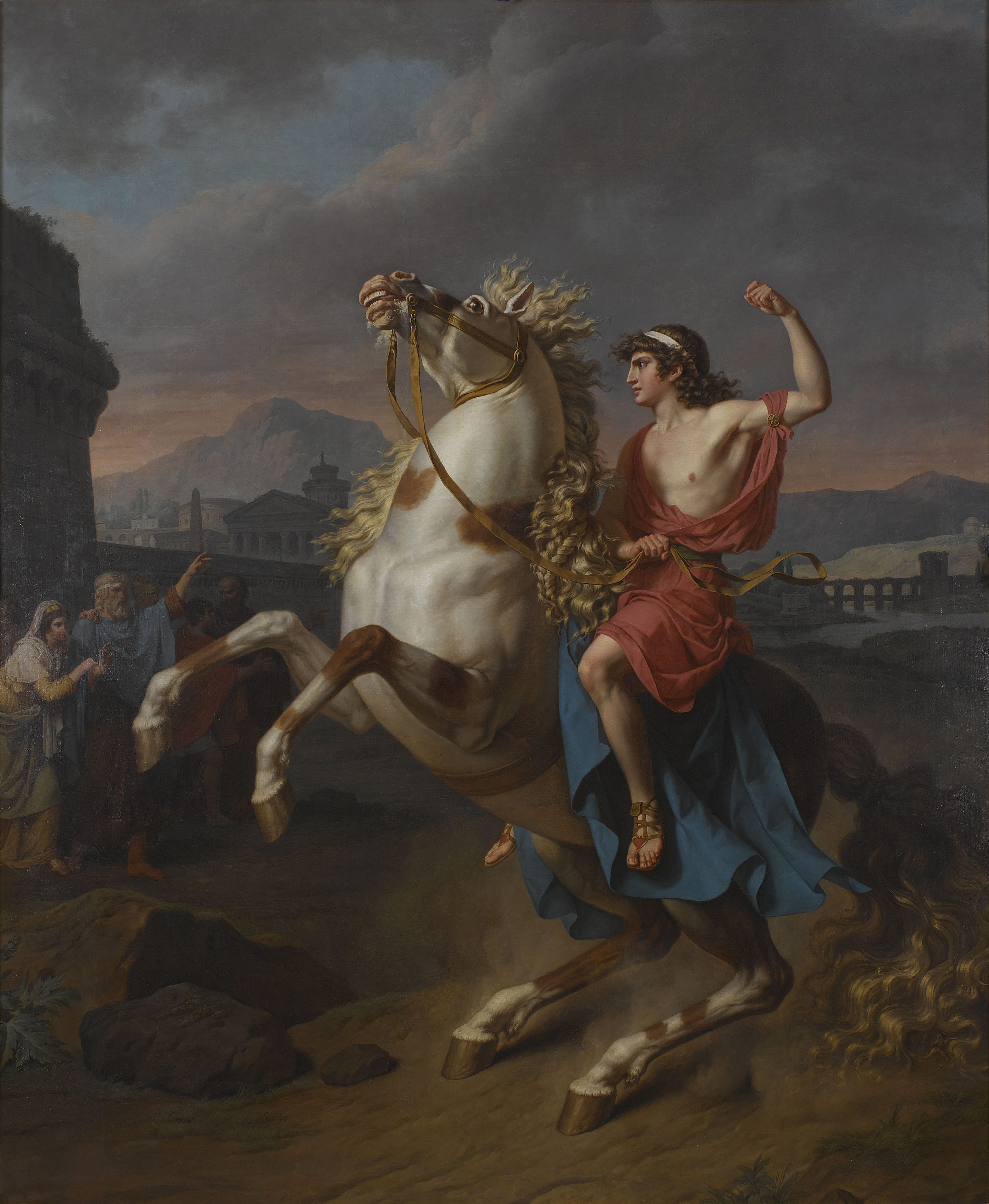
Monsiau, Alexandre domptant Bucéphale (1787).
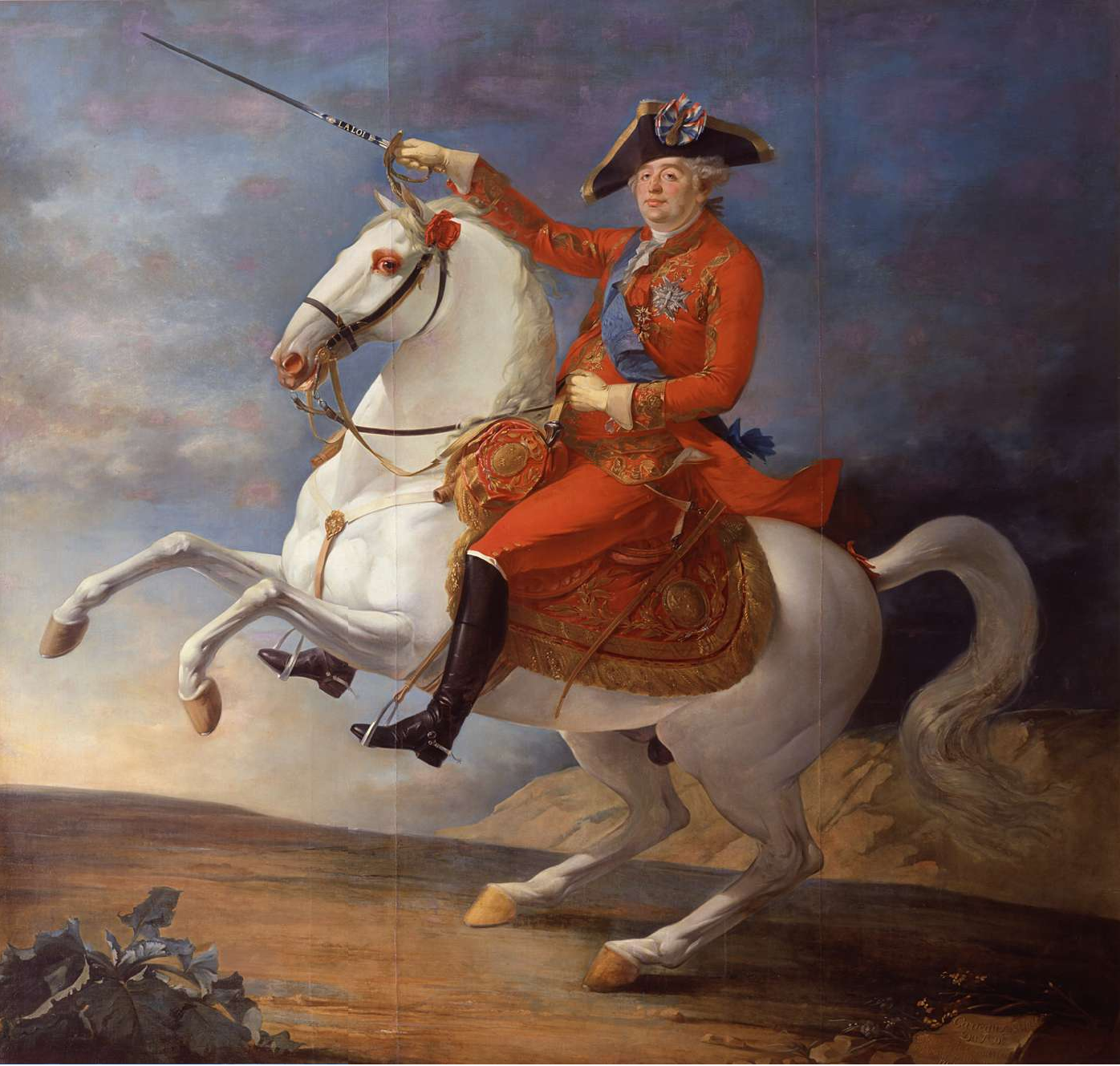
Jean-François Carteaux, Portrait équestre de Louis XVI en roi-citoyen (1791).

### Réalisation de l’œuvre

#### Études préparatoires
Peu d’esquisses et d’études préparatoires de cette œuvre sont connues. Antoine-Jean Gros, son élève, possédait une ébauche à l’huile d’un cheval cabré, probable étude pour la monture. Les carnets de David montrent quelques esquisses présentant une première pensée de l’attitude du cavalier. En 1780, David avait dessiné une étude de cheval cabré qui montre beaucoup de similarités avec le portrait équestre.

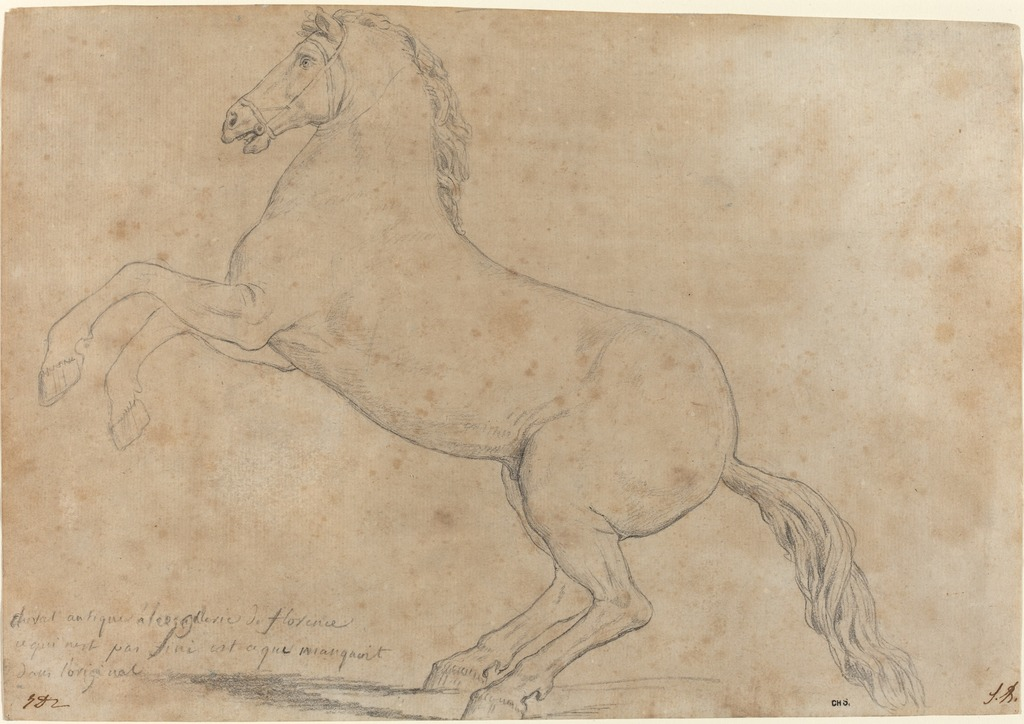
David, étude pour un cheval cabré, 1780.
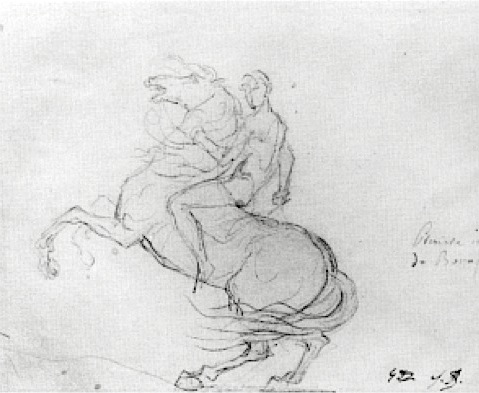
Esquisse pour le Bonaparte franchissant le Grand-Saint-Bernard, collection Jacques Delafosse, Paris.
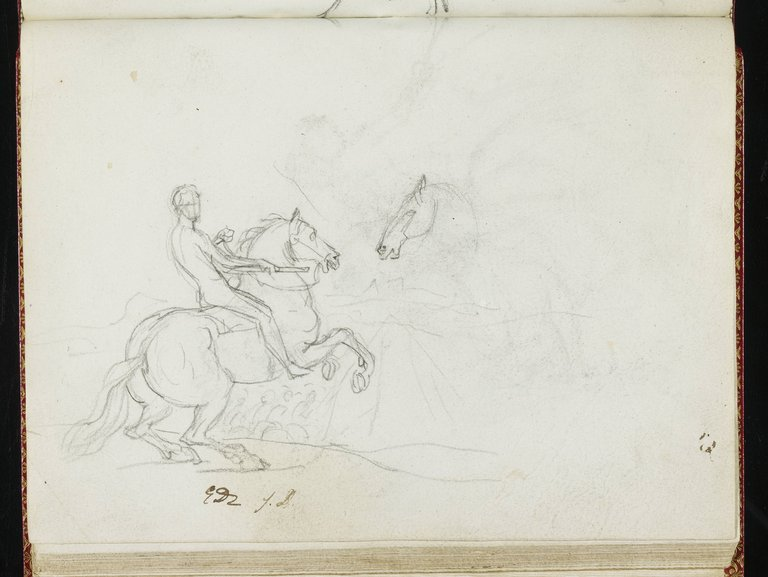
Esquisse 49 du cinquième carnet pour le Bonaparte, musée du Louvre département des arts graphiques.
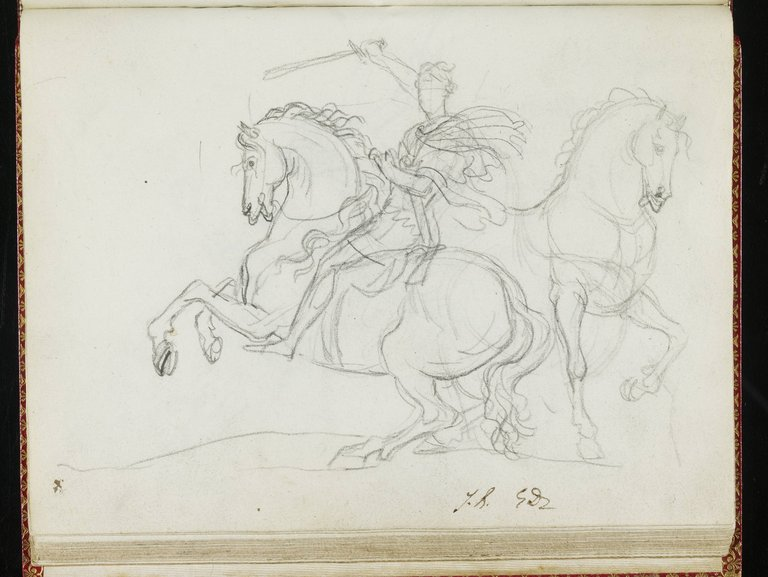
Esquisse 51 du cinquième carnet pour le Bonaparte, musée du Louvre département des arts graphiques.
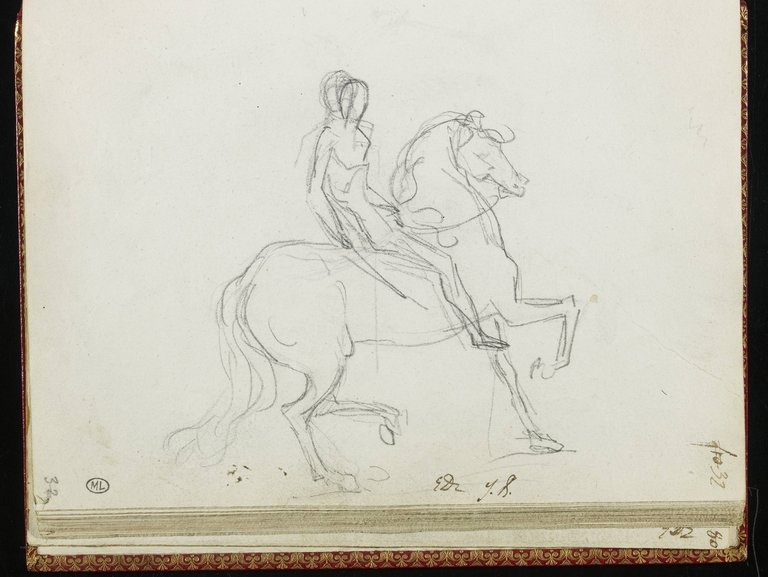
Esquisse 52 du cinquième carnet pour le Bonaparte, musée du Louvre département des arts graphiques.
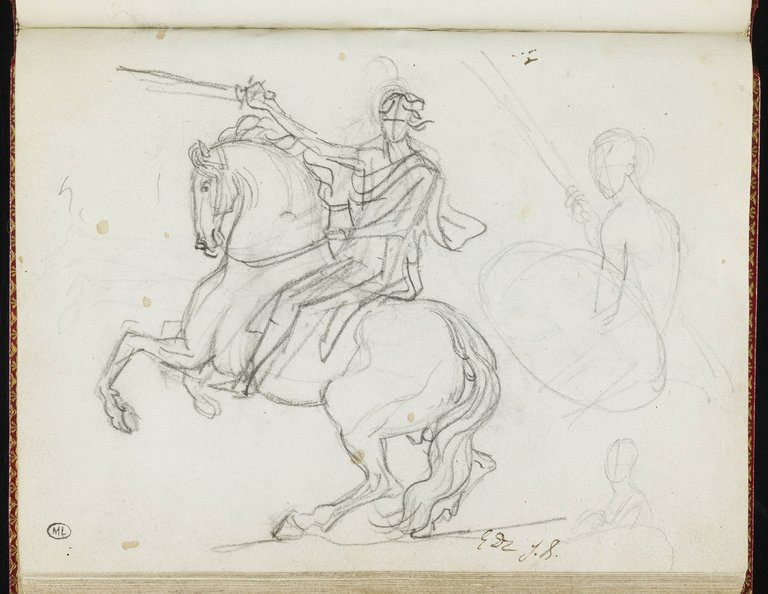
Esquisse 56 du cinquième carnet pour le Bonaparte, musée du Louvre département des arts graphiques.
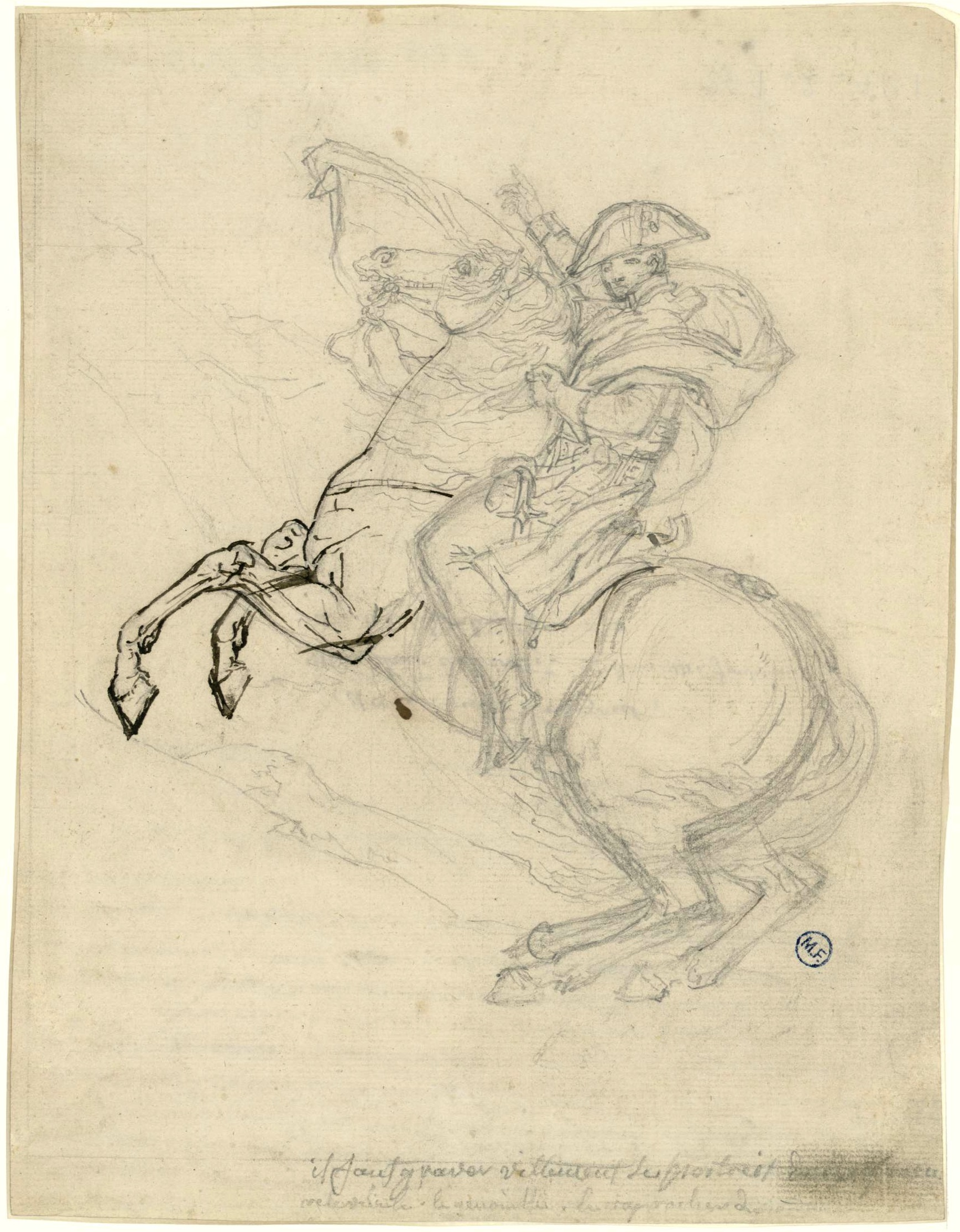
Étude dessinée pour le Bonaparte vers 1800, musée Fabre Montpellier.
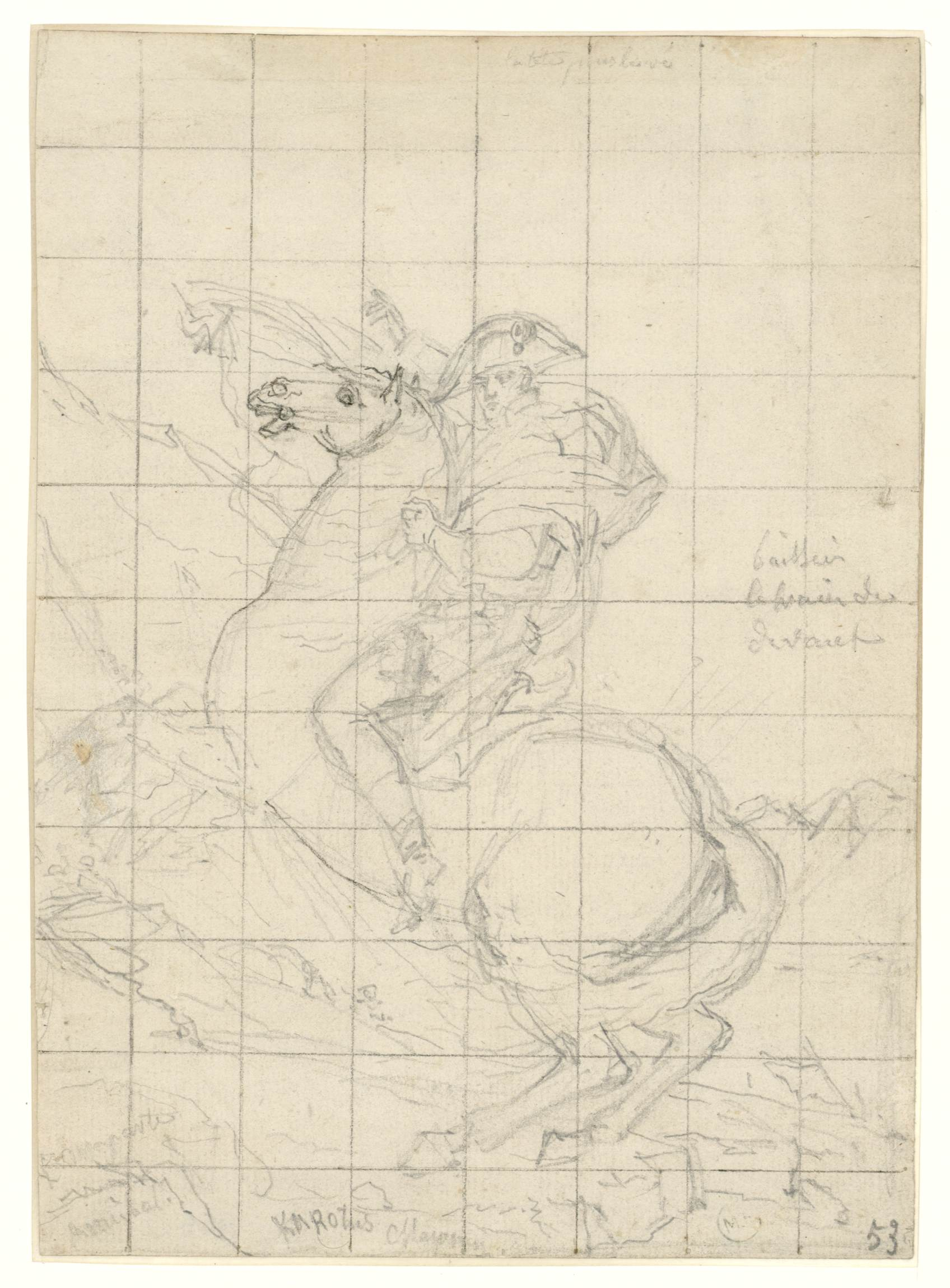
Étude au carreau pour le Bonaparte vers 1800 musée Fabre Montpellier.

#### Modèles et accessoires

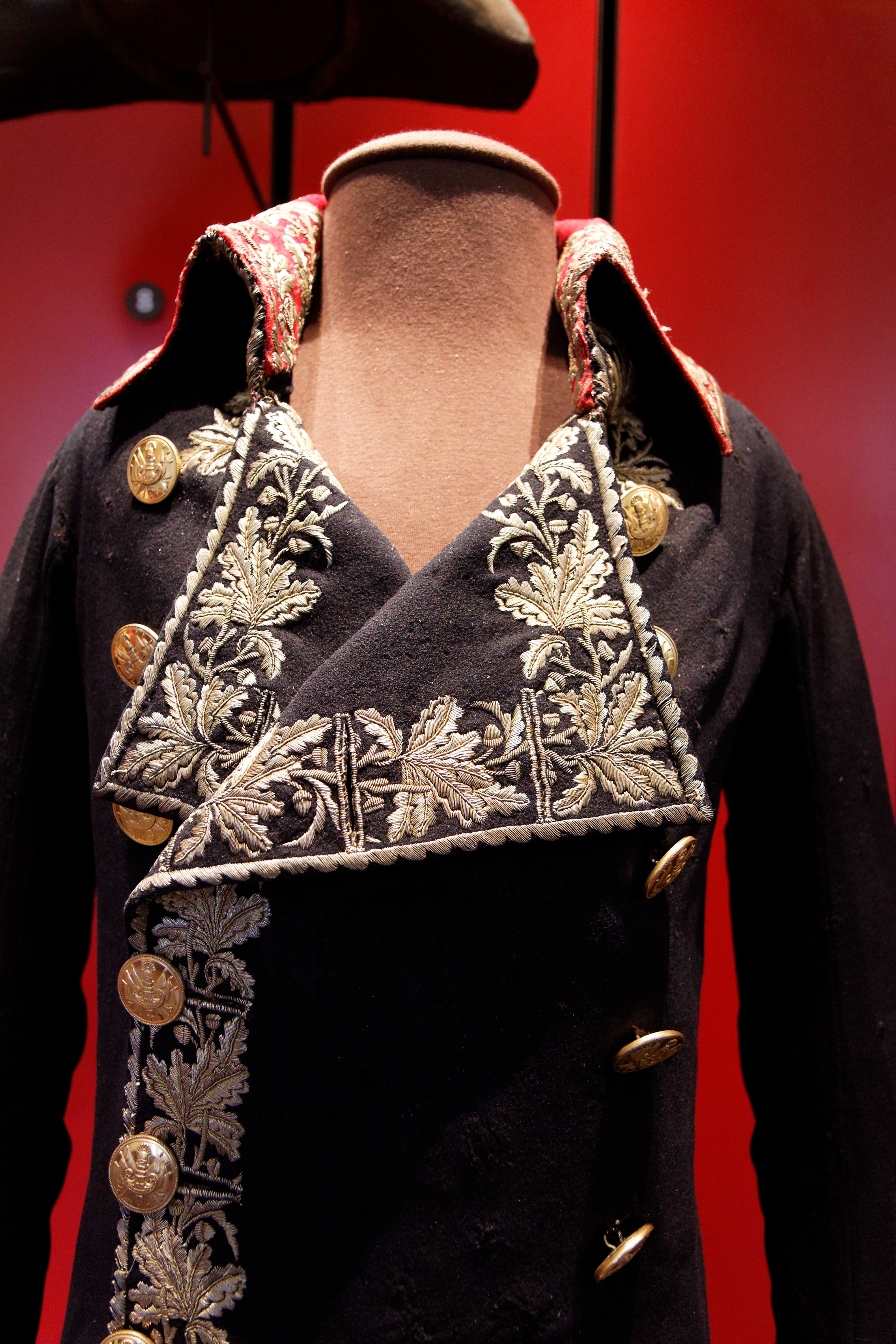
Uniforme de Général, porté par Napoléon lors de la bataille de Marengo, et prêté au peintre David pour le portrait équestre (musée de l'Armée).

Ne pouvant convaincre Napoléon de poser pour le tableau, Jacques-Louis David s’inspire d’un buste pour la ressemblance, et fait poser son fils pour la posture du personnage. Mais il peut disposer de l’uniforme et du bicorne que Bonaparte portait à Marengo dont il revêt un mannequin en bois. Étienne-Jean Delécluze évoque ce moment dans sa biographie de David :

« Un jour que Ducis, Alexandre, et Langlois, qui assistait alors David et fit par la suite une fort bonne copie du portrait équestre de Bonaparte, étaient ainsi qu'Étienne dans l'atelier avec leur maître, tous étaient rangés autour du mannequin revêtu des habits de Bonaparte, examinant avec une curiosité insurmontable ces épaulettes, ce chapeau, cet habit, et cette épée témoins sourds et muets de la fameuse campagne de Marengo. […] David, dont les mains et les pieds étaient assez délicats, se prit à dire, après avoir fait observer la petitesse des bottes de Bonaparte qu'ordinairement les grands hommes ont les extrémités déliées. Cette remarque qui pouvait s'appliquer heureusement au peintre fut vivement approuvée par ses élèves dont l'un ajouta : « et ils ont la tête grosse ». David, avec sa bonhommie qui allait parfois jusqu'à la puérilité, dit aussitôt en prenant le chapeau du vainqueur de Marengo : « il a raison celui-là, voyons un peu » puis le portant à sa tête, qui était très petite, il se mit à éclater de rire en s'apercevant que la large coiffure lui tombait jusque sur les yeux. »

Deux des chevaux de Napoléon servirent de modèles pour la monture fougueuse : la jument « la Belle » représentée dans la réplique de Charlottenburg, et « le Marengo », dont la robe grise figure dans les tableaux de Versailles et Vienne. Pour le paysage, il s'inspire de gravures tirées de l’ouvrage Voyage pittoresque de la Suisse.

#### Achèvements et présentation
Le premier des cinq portraits est peint en quatre mois, de septembre 1800 à janvier 1801. David commence immédiatement sa réplique en février et la termine le 25 mai, date à laquelle il reçoit la visite de Bonaparte, venu dans son atelier du Louvre pour contempler son effigie. A. Th. auteur de la première biographie complète du peintre, évoque la visite de Napoléon dans l’atelier de David :

« Vers la fin de l'an IX, quand il fut terminé, David le présenta au Premier Consul. Il fixa long-temps le portrait sans rien dire, et, se tournant vers le peintre, il le combla d'applaudissements et d'éloges. Ensuite, jetant les yeux sur des soldats gravissant aussi la montagne, confondus avec les nuages, et d'une petite proportion, parce qu'ils sont supposés à une distance éloignée, il dit en riant : « Mais citoyen David que font là ces petits bonshommes, grands comme le fer de mon cheval ? Il va d'un coup de pied les écraser tous. ». »

Pour la réalisation des différentes répliques David se fait aider par deux de ses élèves, Jérôme-Martin Langlois, qui travailla sur les deux premiers tableaux et a principalement travaillé sur les chevaux, et Georges Rouget, qui, par la suite, fit une copie de l’œuvre pour l’Hôtel des Invalides.

### Composition et technique
Les diagonales des montagnes et des nuages se confrontent renforçant l’impression de mouvement et d’ascension. Mais pour Léon Rosenthal la composition en est forcée « c'est un modèle de statue équestre plutôt qu'un tableau ».
Les deux premiers tableaux se remarquent par une exécution plus libre laissant apparaître des traces de brosses et des tons plus chauds, ce qui indique une plus grande implication de David. Dans les exemplaires suivants, sa participation se limita à quelques morceaux comme la tête et les drapées, la presque totalité de l'exécution étant dévolue à ses assistants. Dans une lettre à Talleyrand, David donnait des indications sur le travail de ses élèves concernant les copies et répétitions de ses tableaux: « (…) ces sortes de répétitions se faisant ordinairement exécuter par des élèves avancés, le Maître ne fait que les diriger, sauf quelques têtes principales qu'il se réserve pour sa gloire,… », selon Georges Wildenstein la troisième version (Versailles) fut entièrement peinte par Langlois.

### Esthétique

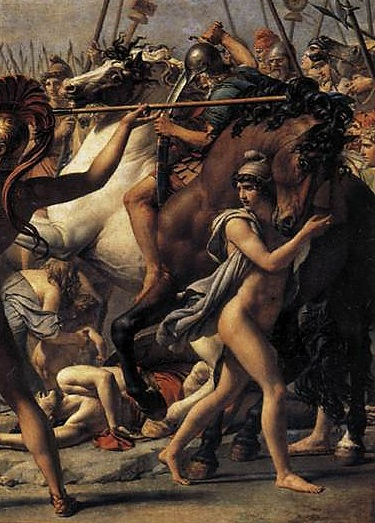
Jacques-Louis David, Les Sabines (musée du Louvre), détail du cheval cabré et de l'écuyer.

Le tableau se situe dans la période ou David, après avoir été influencé par l'antiquité romaine, amorce selon ses mots, un « retour vers le grec pur », marquée par un néo-classicisme inspiré de l'art grec, dont Les Sabines et Léonidas aux Thermopyles sont représentatifs. L'artiste applique aussi cette esthétique au portrait de Bonaparte, comme il le fit auparavant pour le portrait de madame Récamier. Le cheval de la première version reprend presque à l’identique l'attitude et la même robe pie que celui des Sabines.

## Choix de représentation

### Le genre du portrait équestre
Cette variante du portrait, qui trouve son origine dans la statuaire antique, est principalement dévolue à la glorification du pouvoir, depuis la statue de Marc Aurèle jusqu’aux portraits de Louis XIV par Le Brun et Houasse. Par ce tableau, David est donc en lien direct avec ces portraits équestres de l’âge baroque.
Le chevalier José Nicolás de Azara, successeur de Muzquiz à l'ambassade d’Espagne, en voyant l’œuvre, la compare au portrait d’Olivares par Vélasquez.
Ce fut le second portrait équestre de David. Le peintre avait réalisé, en 1780, celui du comte Stanisłas Potocki.

### Symbolismes

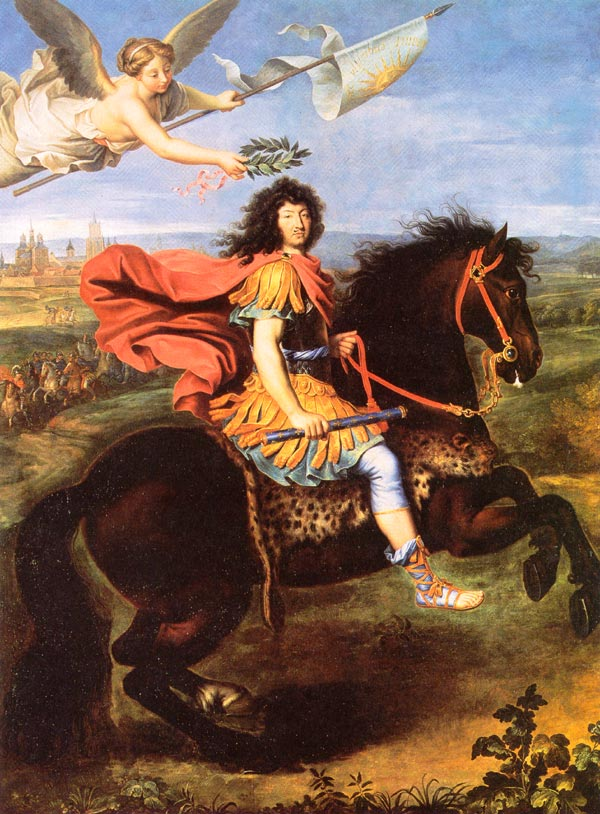
Un exemple d’allégorie : Louis XIV devant Maastricht, Pierre Mignard 1673.

#### Une figure héroïque
David prend le parti de rendre son modèle héroïque, à la mesure de l’exploit que pouvait constituer le franchissement des Alpes selon les contemporains, dans une figuration qui se rapproche de l’allégorie, mais sans les symboles. Ici point de Victoire ailée, de char céleste ni de couronne de laurier. Le cheval cabré et fougueux, maitrisé par son cavalier, peut être vu comme une représentation métaphorique de la France ou de la Révolution, le cavalier étant à la fois perçu comme un héros et un dirigeant politique.

#### Le geste dans le tableau

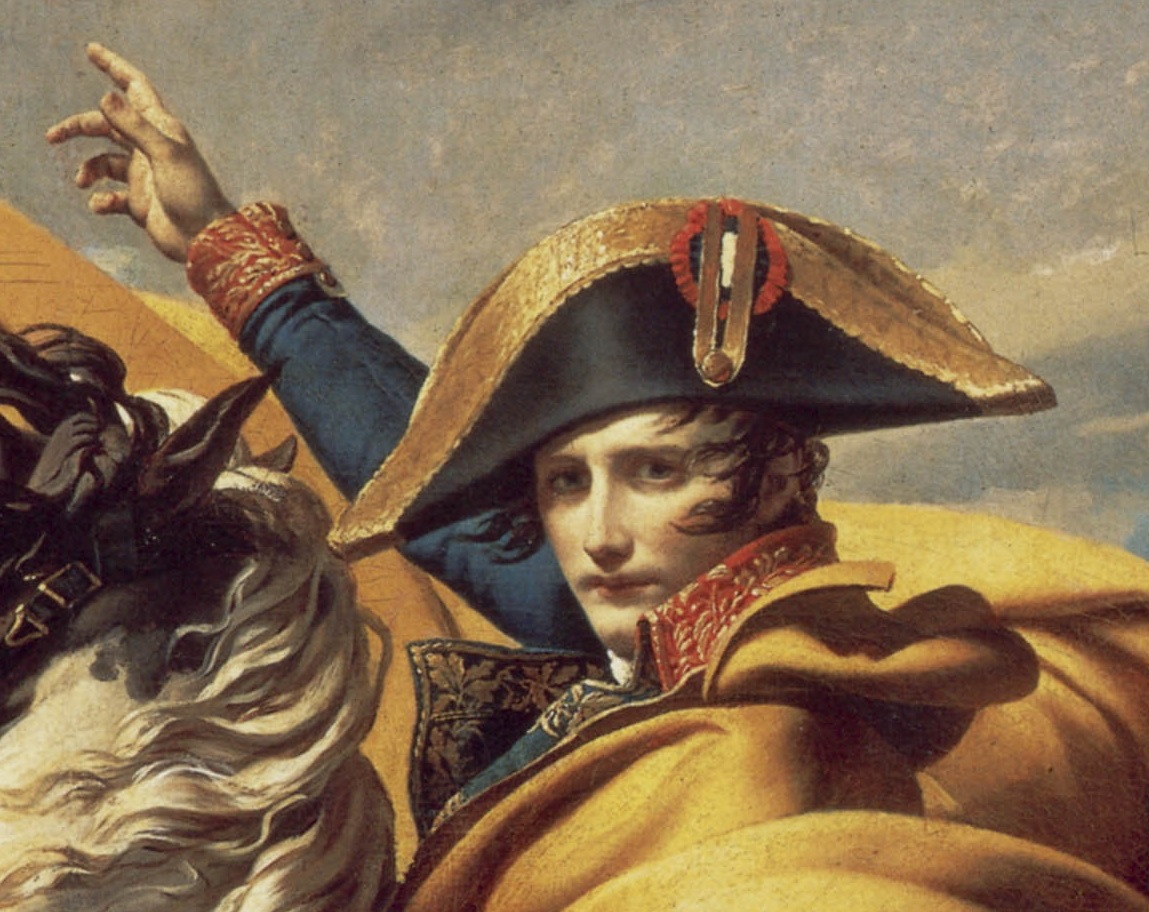
Détail du geste dans la version de Malmaison.

Le geste est omniprésent dans la peinture de David, depuis Saint Roch intercédant auprès de la Vierge pour les malades de la peste jusqu’à Mars désarmé par Vénus et les Grâces. Les mains tendues du Serment des Horaces, du Serment du Jeu de paume ou de La Distribution des aigles, sont autant d’exemples récurrents de l’utilisation du geste comme élément rhétorique.
Dans le Bonaparte, l’indigitation est d'abord interprétée comme un geste de commandement, dans ses esquisses le peintre avait d'abord envisagé de doter Napoléon d'un bâton de commandement à la manière des portraits royaux. Alexandre Lenoir dans ses souvenirs historiques sur David, mentionne que François Gérard, son ancien élève, posa pour la main, mais par fatigue ne put tenir la pose. David lui proposa de peindre la main à sa place tandis qu'il le remplaçait pour la pose.

#### Les inscriptions

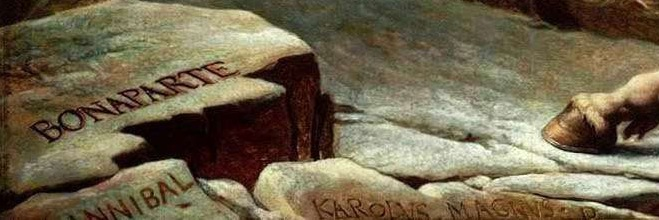
Les inscriptions sur les rocs.

Dans huit tableaux, David se sert d’inscriptions pour en renforcer la signification. Bélisaire demandant l'aumône, La Douleur d'Andromaque, La Mort de Marat montre le révolutionnaire agonisant tenant un feuillet signé de la main de Charlotte Corday, Les Derniers Moments de Michel Lepeletier (perdu), Bonaparte franchissant le Grand-Saint-Bernard, Sapho, Phaon et l'Amour, Napoléon dans son cabinet de travail, et Léonidas aux Thermopyles.
Dans le portrait équestre sur les rocs sont gravés les noms de Hannibal et de Charlemagne liés à Bonaparte par un même exploit : la traversée des Alpes, présentant le Premier Consul comme l’héritier de ses prédécesseurs. Après le nom de Charlemagne, David a ajouté Imp. qui signifie Imperator, c’est-à-dire Empereur, interprété comme une flatterie ou une prémonition.

### Napoléon contrôle son image
Quand en 1800, David propose au Premier Consul un rendez-vous pour de nouvelles séances de pose, afin de fixer ses traits pour le portrait équestre, le refus est net :

« Poser ? à quoi bon ? croyez-vous que les grands hommes de l'Antiquité dont nous avons les images aient posé ?

— Mais citoyen premier consul je vous peins pour votre siècle, pour des hommes qui vous ont vu, qui vous connaissent, ils voudront vous trouver ressemblant.

— Ressemblant ? Ce n'est pas l'exactitude des traits, un petit pois sur le nez qui font la ressemblance. C'est le caractère de la physionomie ce qui l'anime qu'il faut peindre. […] Personne ne s'informe si les portraits des grands hommes sont ressemblants, il suffit que leur génie y vive. »

## Retentissement

### L’accueil du premier portrait officiel de Napoléon
Dès l’origine, ce portrait trahit sa fonction de propagande. Bonaparte lui-même supervise le travail de David et, d’après les premiers biographes, a demandé à être peint « Calme sur un cheval fougueux ».
Le 21 septembre 1801, l’original et sa première réplique sont exposés une première fois au Louvre à côté de l’œuvre Les Sabines, et suscitent la polémique dans la presse à cause du caractère payant de l’exposition. Il était de tradition, à l'époque, d'exposer ses œuvres au Salon qui se tenait au Louvre et dont l'entrée était gratuite. Les deux tableaux ayant déjà été rétribués par les commanditaires, le critique Chaussard fut le plus virulent à dénoncer cette pratique : « C'est une spéculation déshonorante que de revendre au public une simple inspection de portraits. Le génie et l'intérêt ne doivent pas cohabiter ensemble ». David dut se défendre dans la presse de toutes intentions mercantiles.

### Le paiement des portraits
En fait le peintre n'avait fixé le prix que du premier exemplaire, payé 24 000 livres tournois par le trésor du roi d'Espagne. Il eut plus de peine à se faire régler les trois autres versions commandées par le Premier Consul. Alors qu'il demandait 20 000 francs pour chaque tableau, le trésorier général du Gouvernement Martin-Roch-Xavier Estève renvoya la facture à Vivant Denon qui exigea du peintre de revoir ses prix à la baisse, et fixa à 15 000 francs le montant des peintures.

### Fortune critique
Charles-Paul Landon, dans ses Annales du musée et de l'école moderne des Beaux-arts, fait l'éloge du tableau de David :

« En rappelant le passage audacieux des Alpes qui ouvrit la glorieuse campagne de l'an 8 en Italie, et porta l'étonnement et l'effroi chez les ennemis de la France, M. David a su faire d'un simple portrait une composition entièrement historique.

Les grands noms d'Annibal et de Charlemagne viennent se mêler si naturellement à celui de l'empereur, lorsqu'on regarde ce tableau, qu'il semblait inutile de les écrire au bas. Cependant l'idée de l'artiste n'en est pas moins ingénieuse.
L'ensemble de la figure est héroïque, et elle est ajustée avec une perfection qui prouve le parti qu'un artiste peut tirer du costume français. Enfin le dessin, la touche, la couleur se sont réunis pour rendre cette composition digne des regards de la postérité. »

Charles Baudelaire fait une critique du tableau dans ses Curiosités esthétiques. En voyant le cinquième exemplaire exposé au Bazar Bonne-Nouvelle, il le compare au tableau d'Antoine Jean Gros Napoléon à la bataille d'Eylau :

« Le Bonaparte au mont Saint-Bernard est peut-être, — avec celui de Gros, dans la Bataille d'Eylau, — le seul Bonaparte poétique et grandiose que possède la France. »

Léon Rosenthal, dans son ouvrage sur David, donne un jugement négatif :

« Le Bonaparte au mont Saint-Bernard ; l'œuvre est célèbre, elle parait très froide, la composition en est forcée, peu vraisemblable. C'est un modèle de statue équestre plutôt qu'un tableau. Enfin la couleur monotone et pauvre n'en relève pas l'intérêt. Ici l'effort pour faire une œuvre significative et symbolique cesse d'être heureux parce que le parti pris s'est accentué au point de faire tort à la vérité. »

### Influences et détournements
Le tableau influence plusieurs artistes, ainsi Géricault s'inspire d'abord de la pose du portrait dans ses premières études de l’Officier de chasseurs à cheval de la garde impériale chargeant. Eugène Delacroix s'inspire de la pose du Bonaparte pour le cavalier turc situé à la droite de son tableau Scènes des massacres de Scio qu'il combine avec le cavalier de Géricault. Le peintre allemand Simon Meister reprend, en inversant la pose, le portrait de David, pour représenter le maréchal Blücher, qui venait de faire enlever le Bonaparte au Grand Saint Bernard accroché à Saint Cloud, pour l'offrir au roi de Prusse. Paul Delaroche avec son Bonaparte franchissant les Alpes propose une nouvelle version de l'événement sous une forme réaliste en réaction à la vision héroïque de David.
Le peintre préraphaélite John Everett Millais, dans son tableau The Black Brunswicker, montre sur le mur une reproduction en gravure du tableau de David interprétée par les critiques comme une admiration romantique de la figure de Napoléon.
Le peintre contemporain Eduardo Arroyo fit un détournement de l'œuvre intitulé Grand pas du Saint-Bernard (1965) présentant un Bonaparte sans tête enfourchant un chien Saint-bernard vu comme une dénonciation du franquisme,. Robert Rauschenberg s'inspire du tableau de David pour réaliser Able Was I Ere I Saw Elba II en 1985. Andy Warhol dans une sérigraphie réalisée pour Vogue et intitulée Diana Vreeland Rampant colle le visage de Diana Vreeland sur le corps de Bonaparte.
Le peintre américain Kehinde Wiley (né en 1977) revisite l'histoire de l'art en plaçant des représentations de jeunes noirs américains dans des compositions classiques. Le tableau de David a fait l'objet ainsi d'une interprétation personnelle : Bonaparte est remplacé par un jeune homme vêtu d'une tenue de camouflage et coiffé d'un turban. Le fond de la composition est un motif décoratif, imitant la soierie. En bas à gauche, près des inscriptions qui figurent sur le tableau de David, on lit en plus : William. Cette œuvre intitulée Napoleon Leading the Army over the Alps fait partie des collections du Brooklyn Museum.

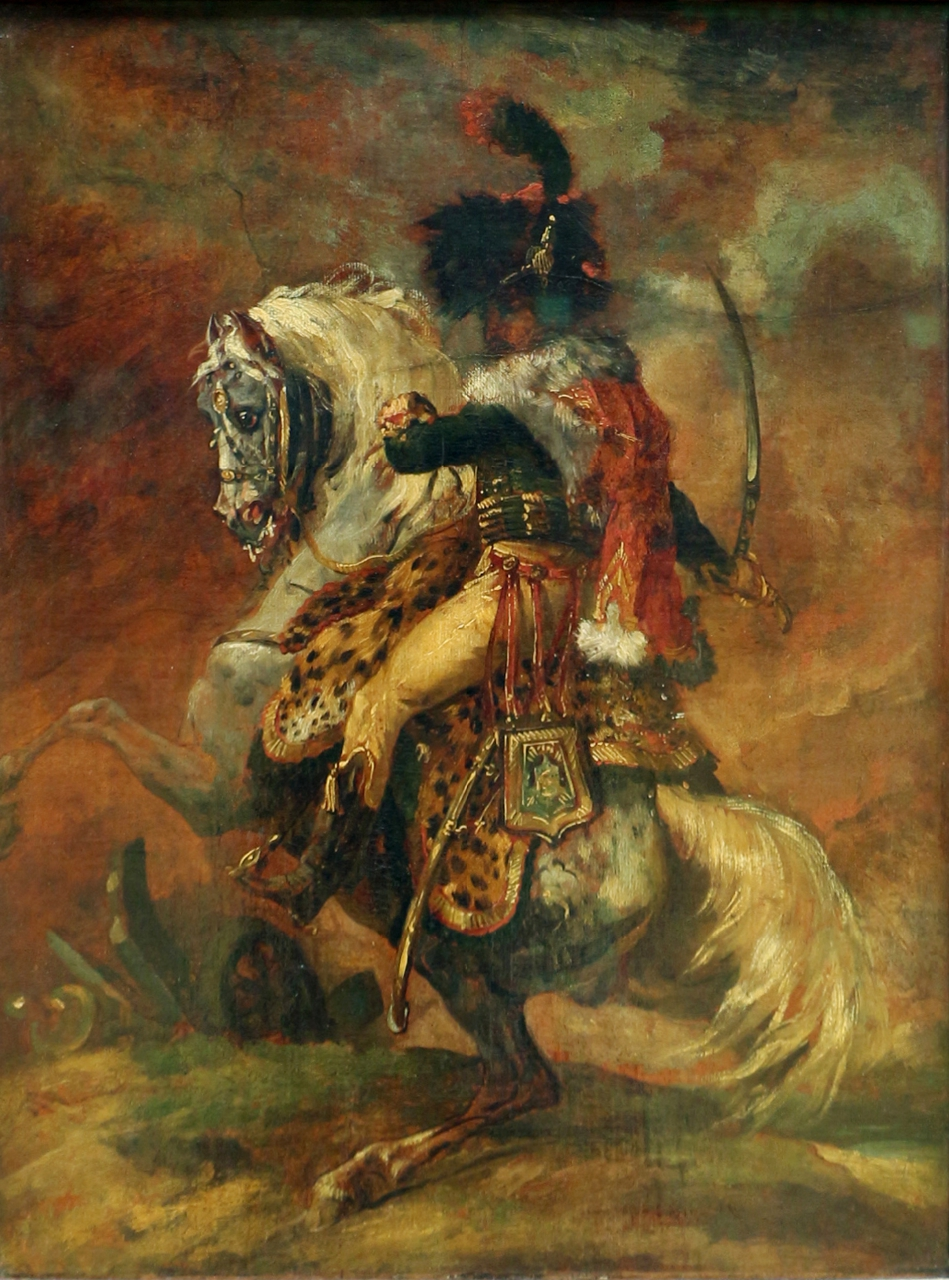
Étude pour l'Officier de chasseurs à cheval de la garde impériale chargeant, Géricault, 1812 musée du Louvre.
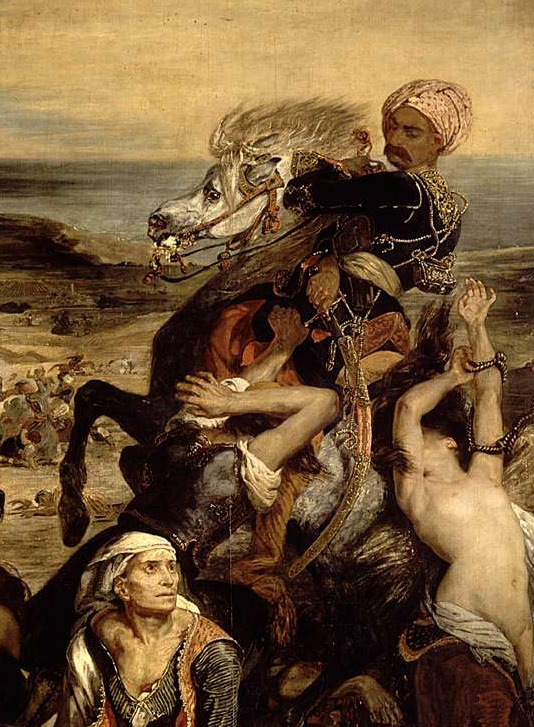
Eugène Delacroix Scène des massacres de Scio détail du cavalier, musée du Louvre.
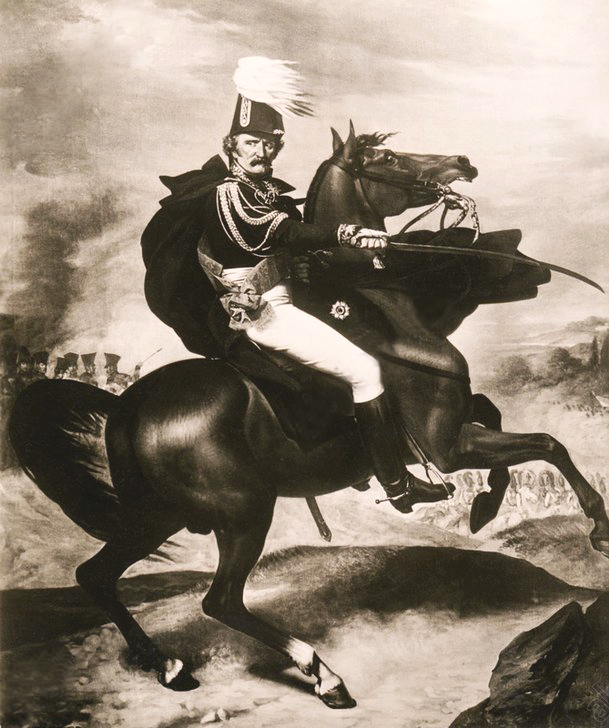
Simon Meister, portrait équestre du maréchal Blücher.
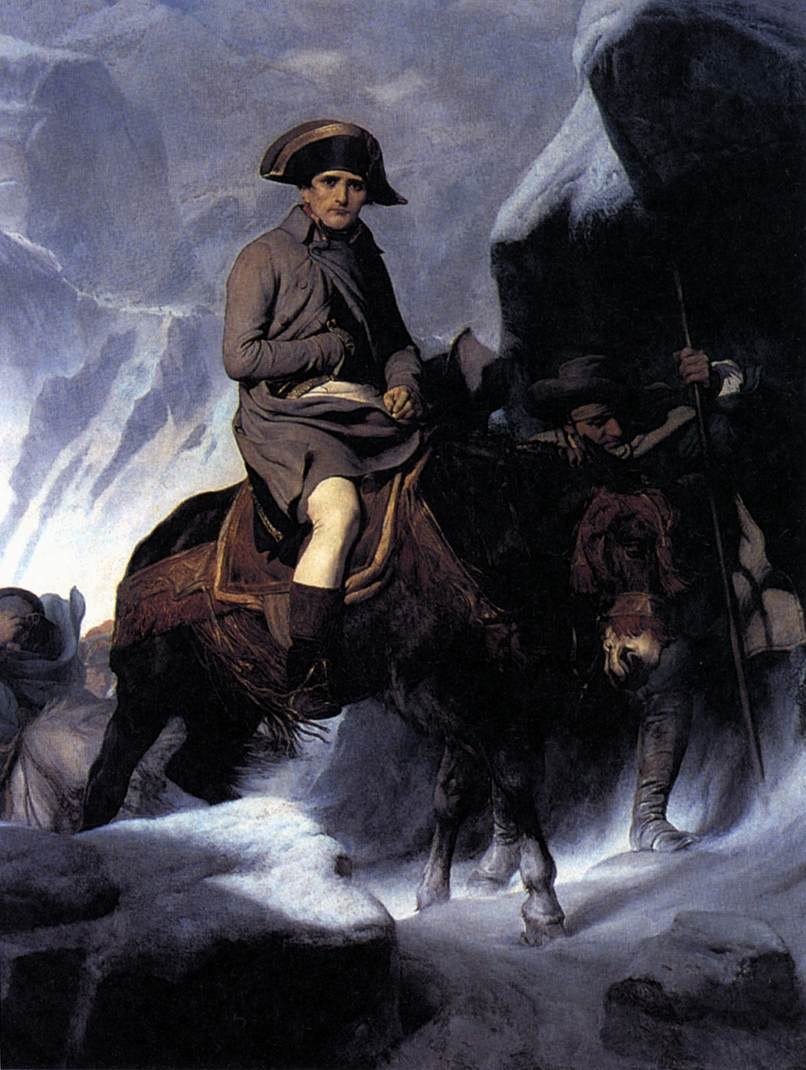
Bonaparte franchissant les Alpes par Paul Delaroche, musée du Louvre.
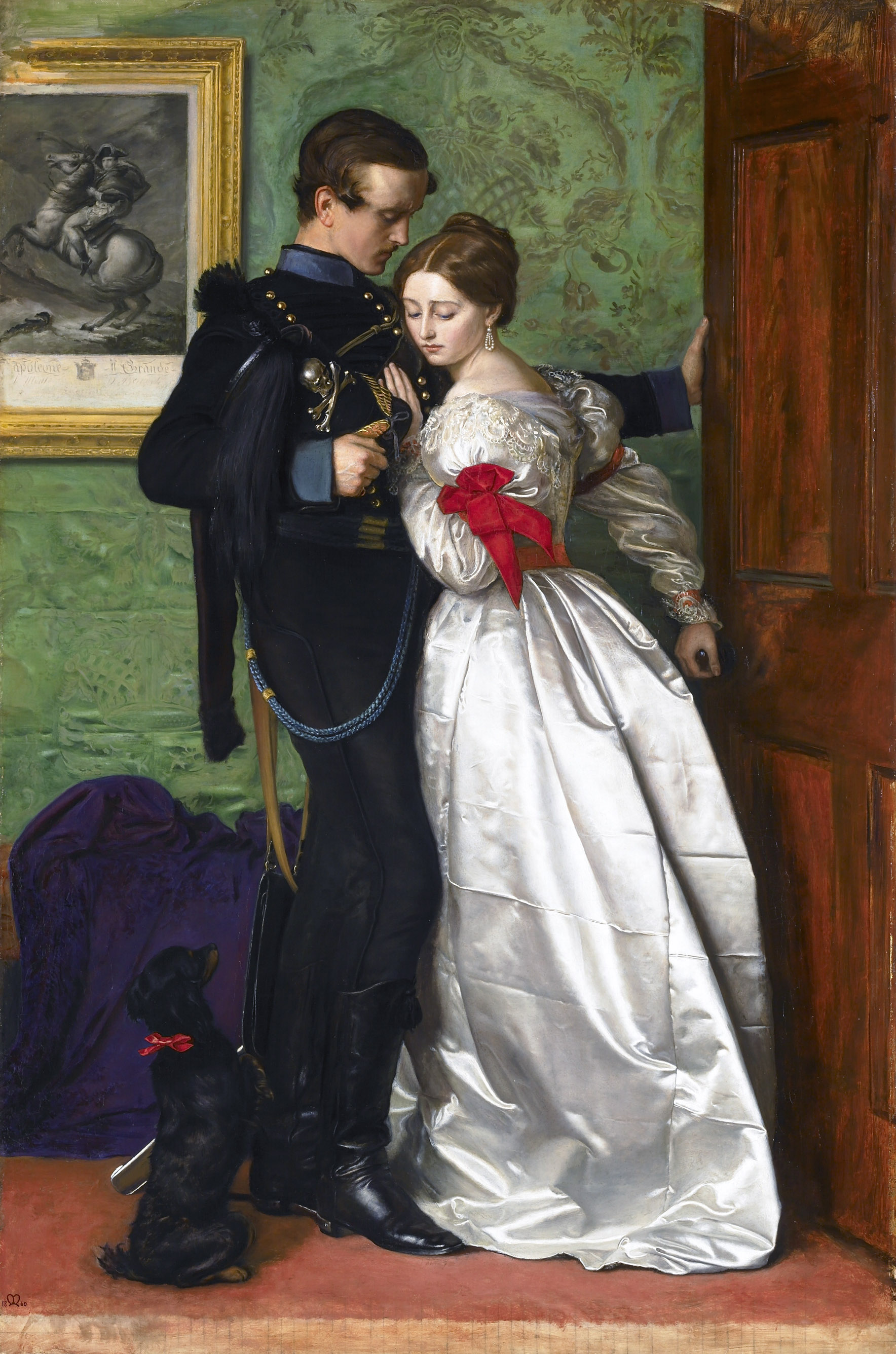
The Black Brunswicker de John Everett Millais Lady Lever Art Gallery.

### Postérité

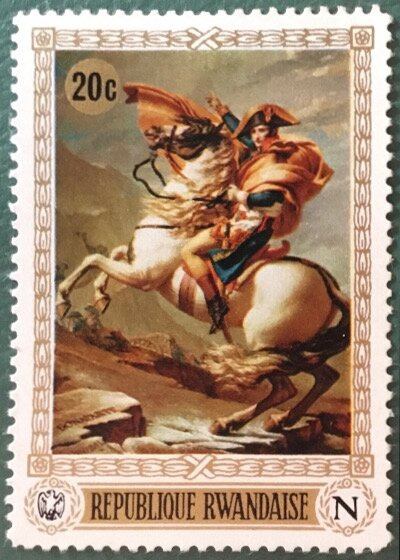
Timbre postal du Rwanda de 1969 représentant le tableau de David.

Le Premier Consul franchissant les Alpes au col du Grand-Saint-Bernard accède à la postérité avec un nombre incalculable de reproductions, depuis les gravures jusqu’aux posters, en passant par les timbres poste, faisant de ce tableau l'un des plus reproduits des portraits de Napoléon.
Alexandre Brongniart, directeur de la Manufacture nationale de Sèvres, le fait copier, en 1810, sur le vase fuseau dit De Madame Mère, conservé au Louvre.
Théophile Thoré, qui vit en 1846 l'exemplaire en possession de la fille de David exposé au Bazar Bonne-Nouvelle, constatait : « Cette figure équestre a été mille fois reproduite par le bronze et le plâtre, sur le socle des pendules et sur les bahuts des chaumières, par le burin et par le crayon, sur les papiers peints et sur les étoffes, partout ».

## Expositions
- Version de la Malmaison : exposée au Louvre de septembre à novembre 1801 avec les Sabines, 1823 à Philadelphie, Annual exhibition, Academy of the fine arts ; 1943 à Malmaison ; 1955 à Rome Capolavori della pittura francese dell'Ottocento Palais des expositions ; 1959 juillet-septembre à Londres The romantic movement The Tate Gallery ; 1960 à Copenhague Portraits français de Largillière à Manet Ny Carlsberg Glyptotek ; 1989 à Paris, Rétrospective David, Louvre-Versailles ; 1993 à Memphis Napoleon exhibition The Marble Gallery ; 2000 à Malmaison, Marengo une victoire politique château de Malmaison ; 2002 à Madrid 1802 España entre dos siglos Museo Arqueológico Nacional ; 2005 à Los Angeles, David, Empire to exile J.P. Getty museum.
- Version de Charlottenburg : exposé au Louvre de septembre à novembre 1801 avec les Sabines ; 1948 à Versailles, rétrospective David à l'Orangerie du château de Versailles.
- Première version de Versailles: 1989 à Versailles, Rétrospective David, Louvre-Versailles ; 2014 à Lens Les Désastres de la guerre (musée du Louvre-Lens).
- Seconde version de Versailles, 1826 à Bruxelles, exposition-vente après décès de l'atelier de David (non vendu) ; à Paris exposition Au profit des grecs galerie Lebrun ; 1835 à Londres, exposition Pall-mall ; 1846 à Paris galerie des beaux-arts boulevard Bonne-nouvelle ; 1969 à Paris exposition Napoléon no 112, Grand-Palais ; 1980 à Paris Cinq années d'enrichissement du patrimoine no 122, Grand-Palais ; 2001 à Ajaccio, Les Bonaparte et l'Italie Musée Fesch ; 2005 à Paris Exposition David musée Jacquemart-André; 2017 prêt au musée du Louvre Abou Dabi.

### Copies et gravures
Les copies du tableau sont :
- Anonyme, copie d’après Charlottenbourg exposé à Saint-Pétersbourg en 1802, localisation inconnue.
- Anonyme, copie accrochée au palais ducal de Mantoue sous le Premier Empire, localisation inconnue.
- Anonyme, copie d’après Charlottenbourg vendue par Sotheby’s le 4 décembre 1976, collection privée.
- Anonyme, copie exposée en 1843, collection John Sainsbury, Londres[91].
- Anonyme, copie d'atelier installée au Cabildo (Musée d'État de la Louisiane) d'après la troisième version[92].
- Anonyme, copie installée au palais Niel de Toulouse[93].
- Jean-Baptiste Mauzaisse, copie peinte en 1807 d'après Versailles 1[94] présenté dans l'exposition Napoléon an Intimate Portrait, en janvier 2007 au South Carolina State Museum (Caroline du Sud).
- Anne-François Arnaud, copie peinte en 1816, Musée des Beaux-Arts et d'archéologie de la ville de Troyes[95]
- Charles Lawrence, copie peinte aux États-Unis en 1824 d'après l'exemplaire de Malmaison, alors chez Joseph Bonaparte. exposée à la Pennsylvania Academy of the Fine Art en 1840. Localisation inconnue[96].
- Samuel Moon (1805-1860), copie peinte aux États-Unis en 1827 d'après l'exemplaire de Malmaison, alors chez Joseph Bonaparte, exposée à Doylestown en 1827[97].
- Georges Rouget, copie peinte en 1840 pour l’Hôtel des Invalides d’après Versailles 1, à l’Hôtel de Brienne dépôt du musée de l'Armée[98].
- Jean-Pierre Granger copie mentionné par Alexandre Péron dans «Notice nécrologique sur Jean-Pierre Granger», Annales de la Société libre des Beaux-Arts, 1848-1846. Localisation inconnue.
- Marcel Verdier, copie peinte d’après Versailles 2. En dépôt au musée du château de Versailles.

Plusieurs gravures ont été réalisées à partir du tableau :
- Charles Normand, gravure au trait, Annales du musée et de l’école moderne des Beaux-arts, tome 9, 1805 (première reproduction)
- Roundet, aquatinte, 1805[99]
- Giuseppe Longhi, taille-douce, 1809
- Raffaello Morghen, eau-forte, 1812 (cuivre brisé)
- Normand fils gravure au trait,  Victoires et conquêtes des Français, 1819
- Lordereau, eau-forte, 1828
- Reveil, eau-forte Musée de peinture et de sculpture, 1830
- Prévost, taille-douce galerie historique de Versailles, 1837
- Achille Lefèvre, taille-douce Histoire de l’empereur Napoléon, 1856[100]
- Eugène Mauler, chromolithographie, Napoléon Ier et sont temps, 1888
- A. Gusman, xylographie Histoire de la Révolution et de l’Empire, 1892

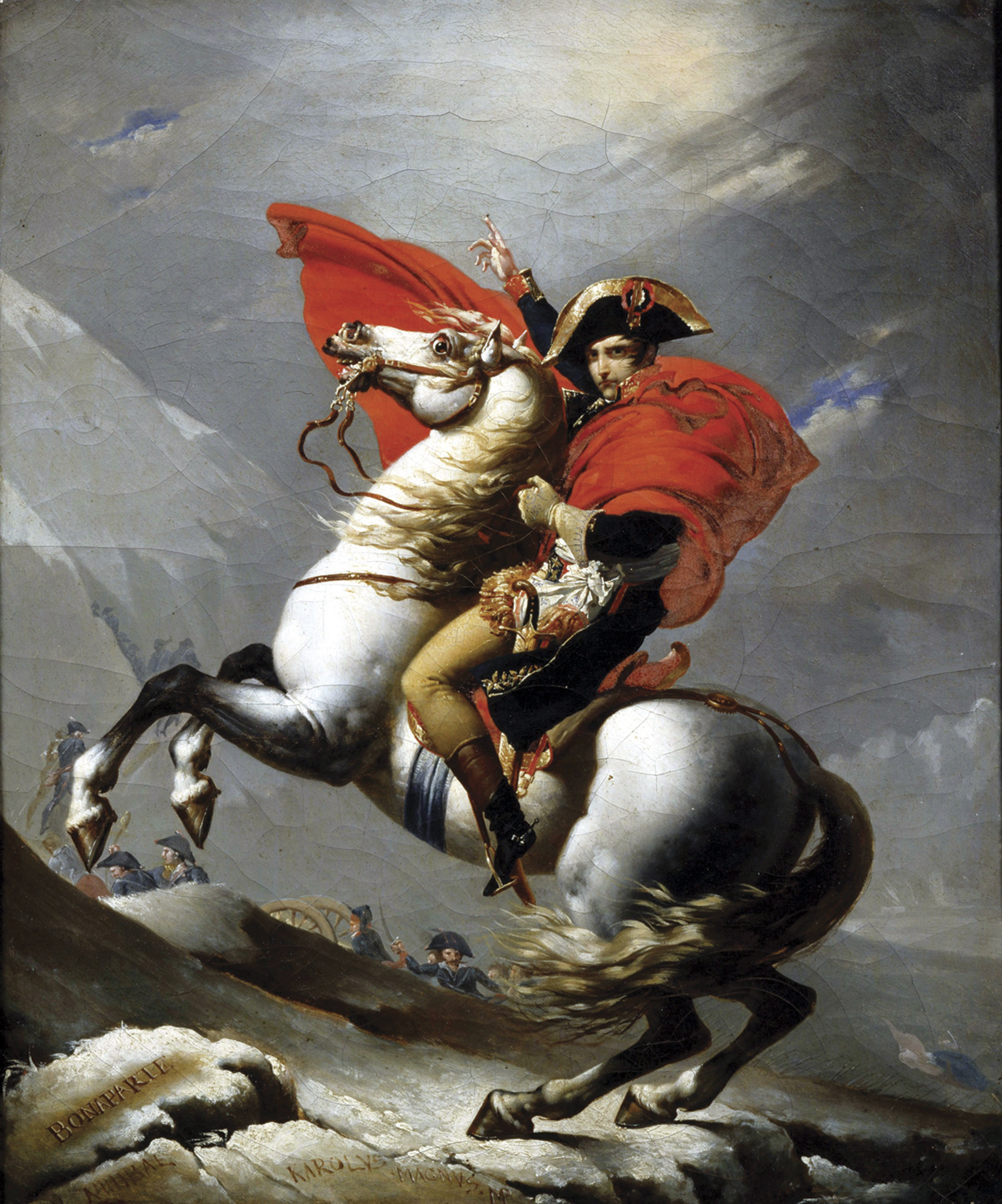
Copie de Mauzaisse (1807)
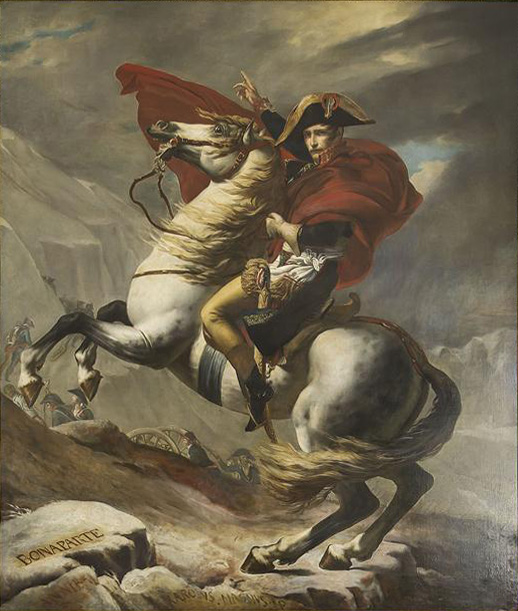
Copie de Georges Rouget (1840)
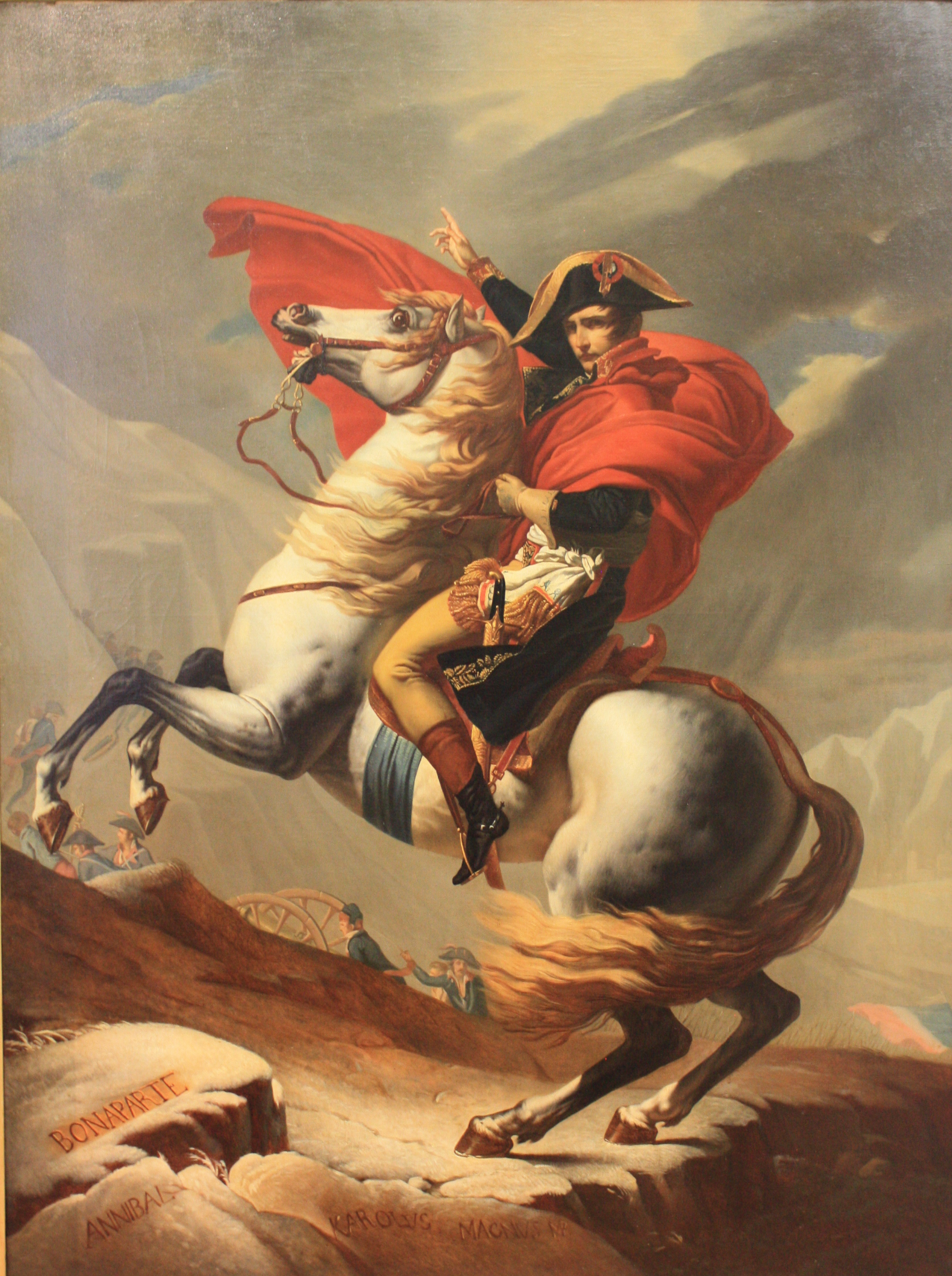
Copie de Jules Naudin (non datée XIXe siècle)
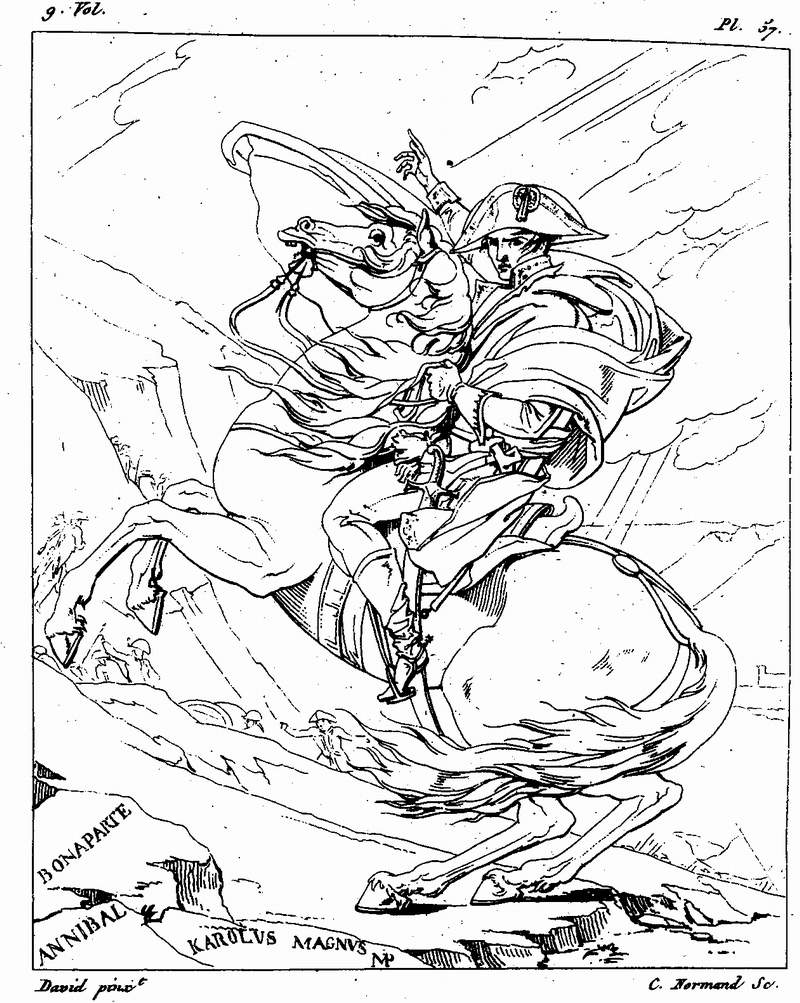
Gravure au trait de Charles-Victor Normand de 1805, première reproduction du tableau.
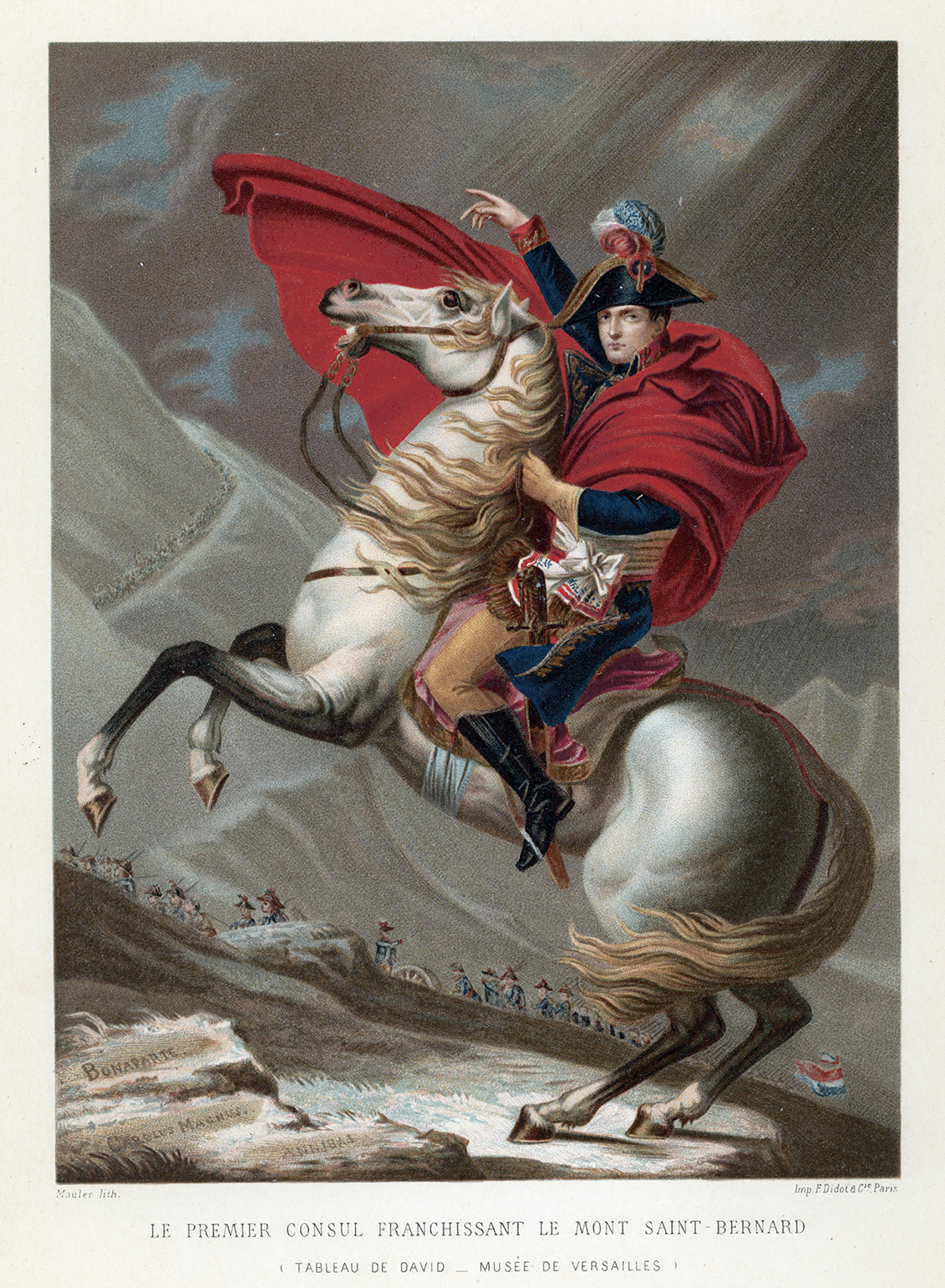
Eugène Mauler - chromolithographie de 1888